# Léopard
Panthera pardus · Panthère
Vous lisez un « bon article » labellisé en 2012.
Pour les articles homonymes, voir Léopard (homonymie) et Panthère.
Espèce
Statut de conservation UICN

 VU A2cd : Vulnérable
Statut CITES
Répartition géographique
Le Léopard ou la Panthère (Panthera pardus) est une espèce de félins de la sous-famille des panthérinés. Ce félin présente un pelage fauve tacheté de rosettes ; une forme mélanique (la Panthère noire) existe également. Excellent grimpeur et sauteur, le léopard a la particularité de hisser ses proies à la fourche d'un arbre pour les mettre hors de portée des autres prédateurs.
Félin solitaire et opportuniste, le léopard est largement distribué en Afrique et en Asie du Sud-Est sur de nombreux types d'habitats. La taille de la population est toutefois perçue comme en baisse par l'Union internationale pour la conservation de la nature, qui classe l'espèce comme quasi menacée. Cinq sous-espèces sont en danger ou en danger critique d'extinction : le léopard d'Arabie, le léopard de l'Amour, la panthère de Java, la panthère de Ceylan et la panthère de Perse.
Le léopard a une place importante dans certaines cultures africaines où l'animal, vu comme le roi des animaux, est l'attribut des chefs. La société secrète Aniota serait à l'origine de légendes sur les hommes-léopards, équivalents des loups-garous occidentaux. En Europe, le léopard est décrit pour la première fois dans les bestiaires comme un animal vil issu d'un croisement adultère entre le lion (leo) et un félin légendaire, le pard. Cette réputation d'animal cruel et sanguinaire perdurera au moins jusqu'au XVIe siècle. L'image du félin est souvent utilisée dans la publicité (Dulux Valentine par exemple) ou dans les arts, comme la célèbre Panthère rose.

## Caractéristiques

### Biométrie

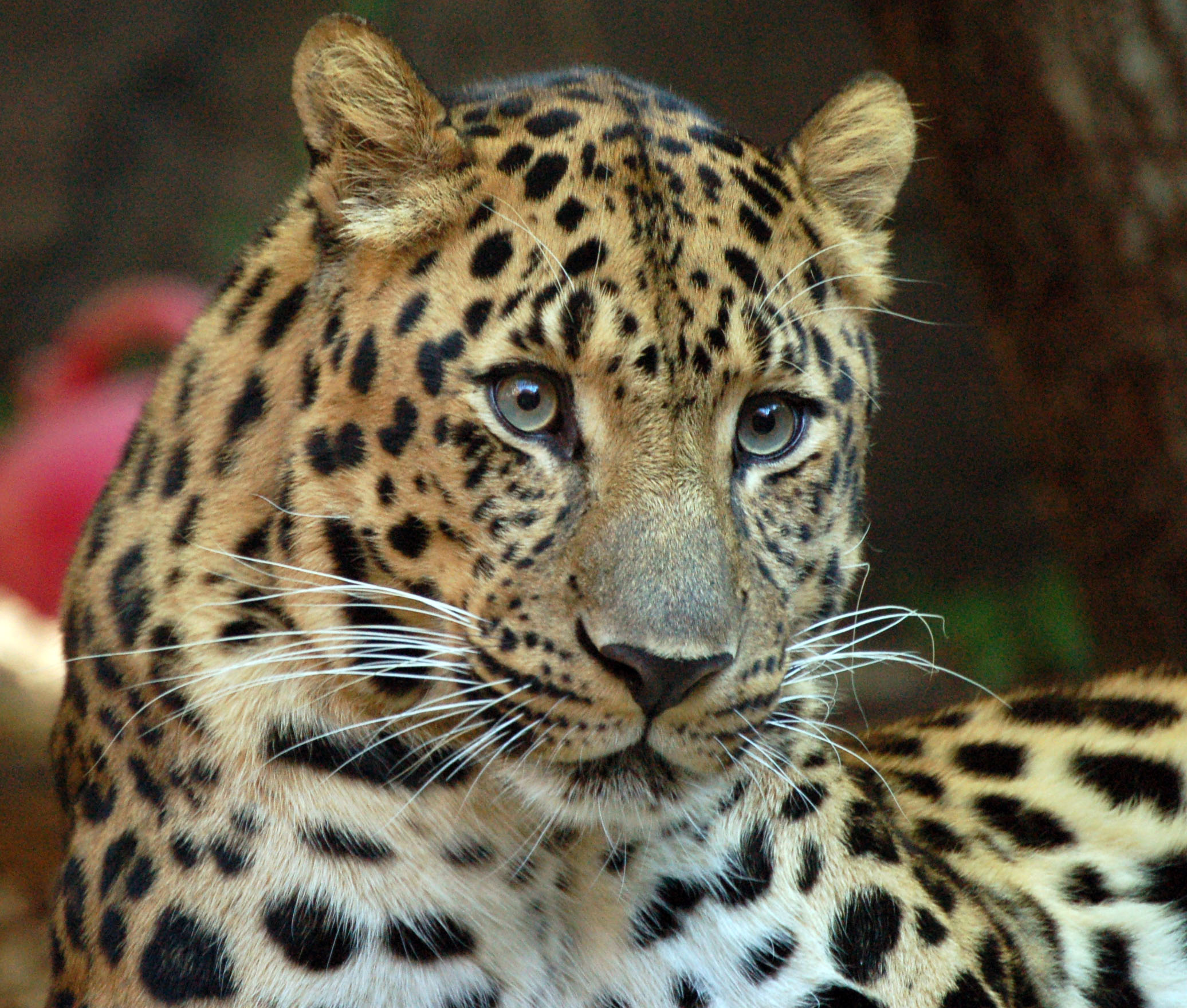
Portrait d'un léopard.

Le léopard a un corps long et musclé avec des pattes larges. Les muscles pectoraux sont développés, ce qui lui permet de grimper aux arbres. La queue est longue, recourbée vers le haut lorsqu'il marche et sert de balancier lorsqu'il se déplace dans les arbres. Le léopard pèse en moyenne 75 kg pour le mâle et 64 kg pour la femelle. Les mâles les plus gros peuvent atteindre 90 à 100 kg et se trouvent essentiellement en Asie centrale et en Iran, dans certaines forêts indiennes où le tigre est absent, ainsi que dans certaines parties d'Afrique notamment l'Afrique du Sud, les vallées montagneuses du Kenya, les forêts tropicales d'Afrique centrale (RDC, Congo, Gabon, Cameroun) et anciennement en Algérie. La taille de la femelle représente environ deux tiers de celle du mâle. La longueur du corps est de 1,4 à 1,8 m pour les mâles et de 0,95 à 1,5 m pour les femelles, avec une queue de 52 à 90 cm. La hauteur au garrot varie de 45 à 78 cm.

### Pelage
Le pelage du léopard est marqué de taches sur fond jaune pâle à marron chamois. La gorge, la poitrine, le ventre, la face interne des pattes et de la queue sont blancs. Les oreilles arrondies ont le revers noir avec un point blanc à l'intérieur. Sur les flancs, le dos et la partie supérieure des pattes, les taches forment des rosettes dont le cœur est brun et comporte parfois un point noir, comme celles du jaguar. La tête, les membres et la queue comportent des taches pleines noires. Sur la queue, les taches peuvent former des anneaux. La disposition et la forme des taches sont très variables d'un individu à l'autre. Dans les régions tropicales, le poil tend à être court et brillant de couleur sombre tandis que dans les régions froides, il est plus long, soyeux et clair. Le léopard de l'Amour est la sous-espèce aux rosettes les plus espacées et au pelage le plus clair. Le léopard d'Arabie a une robe claire et est caractérisé par sa petite taille.
Le léopard noir, plus connu sous le nom de « panthère noire » est une variation de coloration liée à une mutation génétique appelée mélanisme : la fourrure conserve ses taches, mais celles-ci ne sont visibles que sous certains angles de lumière ou par des photographies (ou films) en infrarouge,. Cette mutation, qui n'est pas caractéristique d'une sous-espèce, est plus fréquente dans le Sud-Est de l'Asie, et notamment dans les forêts humides et denses du Bengale et de Java, où la robe constitue un camouflage efficace. En Inde, la présence de léopard noir est confirmée dans le Kerala, le Chhattisgarh, le Maharastra, le Goa, le Tamil Nadu, l'Assam, l'Arunachal Pradesh et l'Odisha.

Le pelage du léopard varie tant en forme, en longueur du poil, qu'en couleur.
Léopard noir, plus souvent appelé Panthère noire.
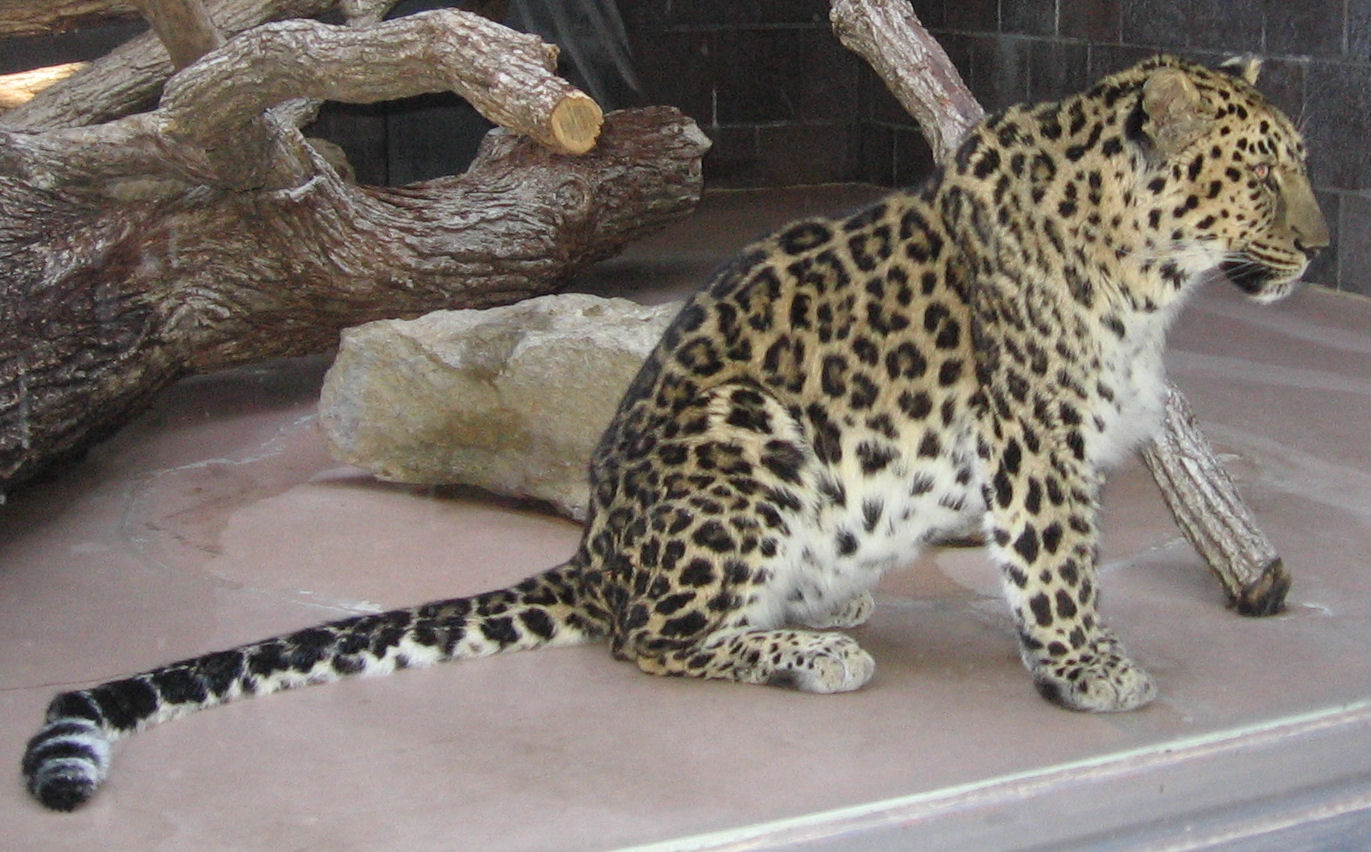
Grandes rosettes sur fond fauve (ici, léopard de l'Amour).
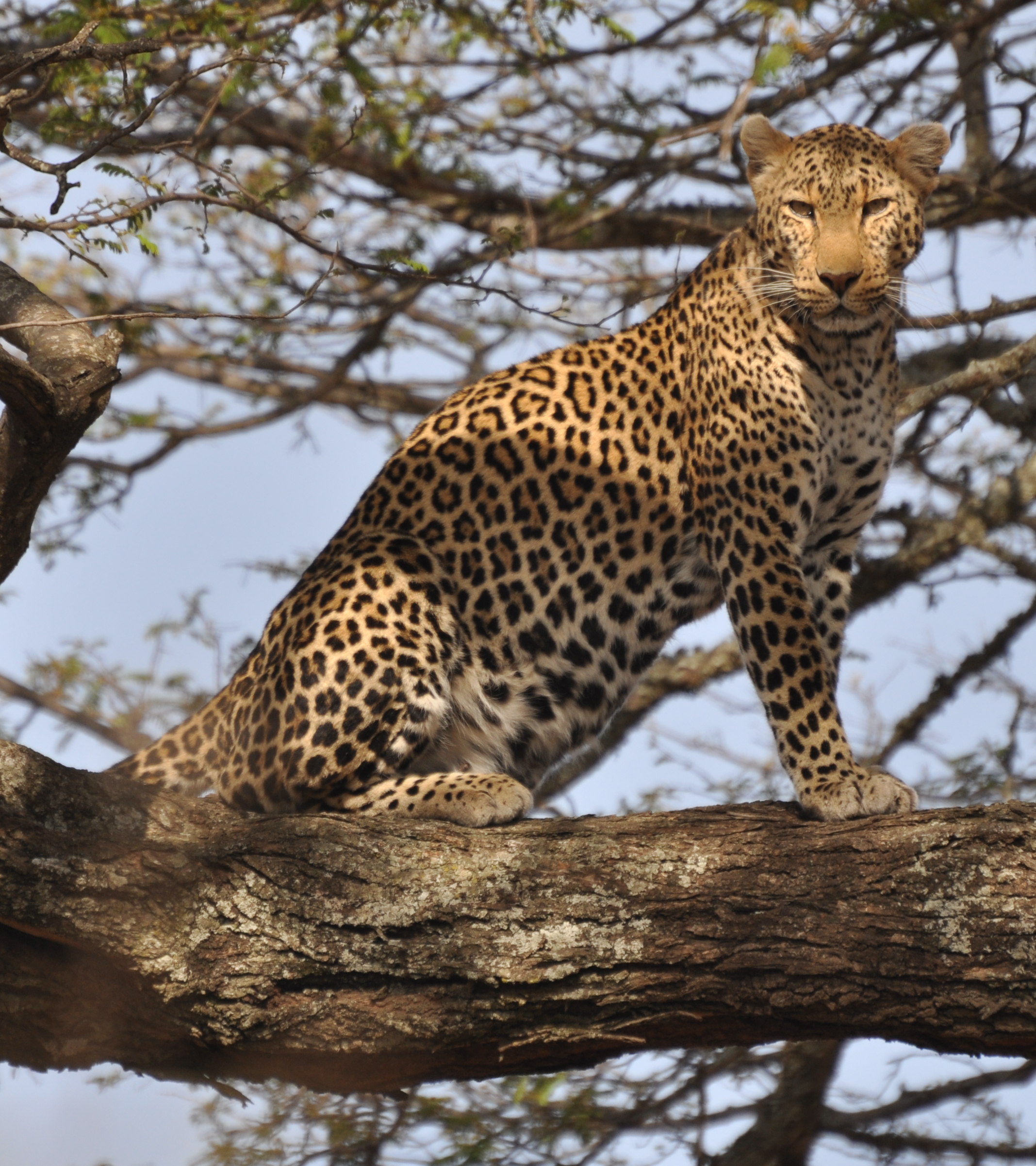
Petites rosettes sur fond beige clair (ici, léopard d'Afrique).
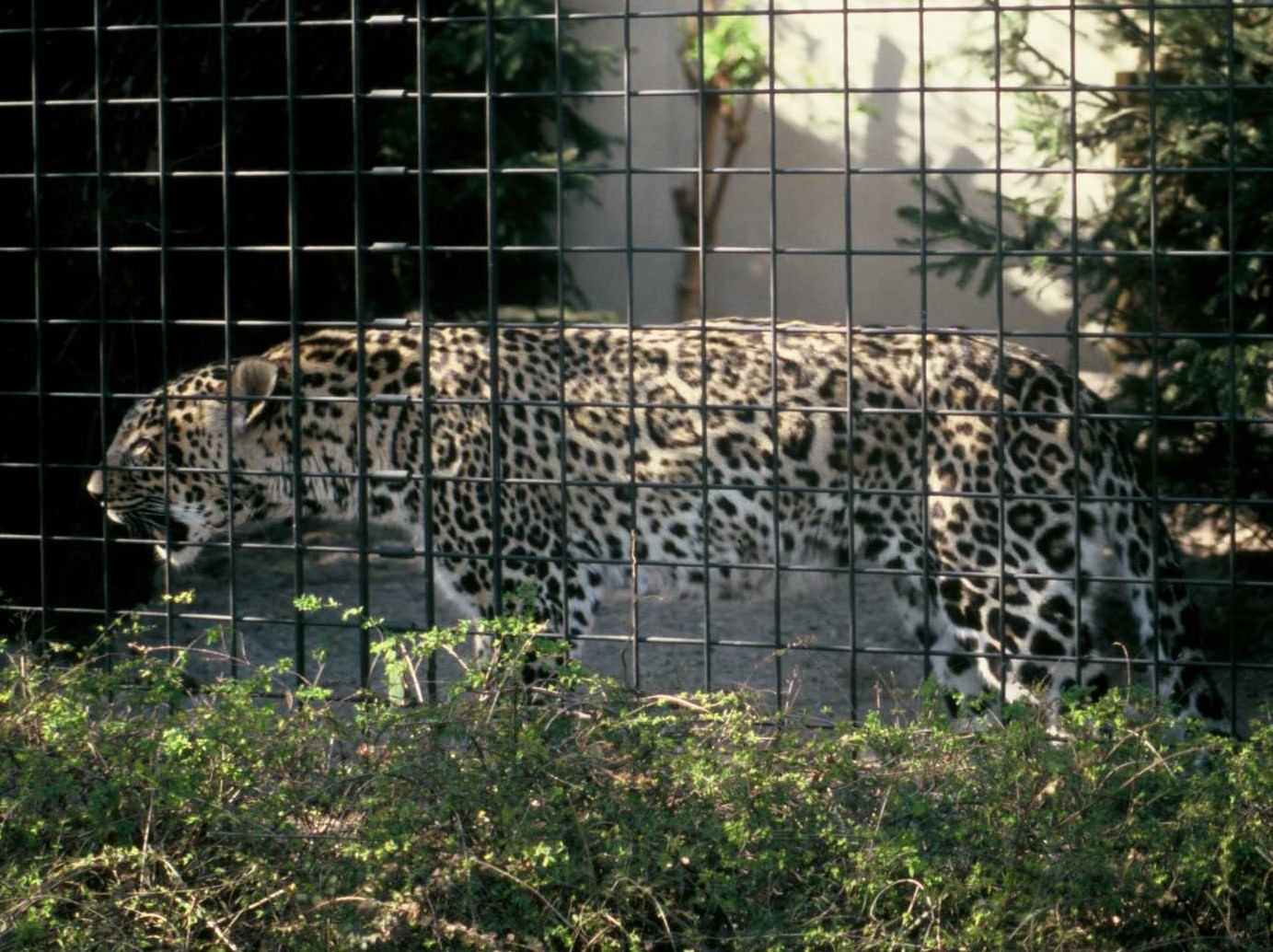
Disposition des rosettes peu commune (ici, léopard de Perse).
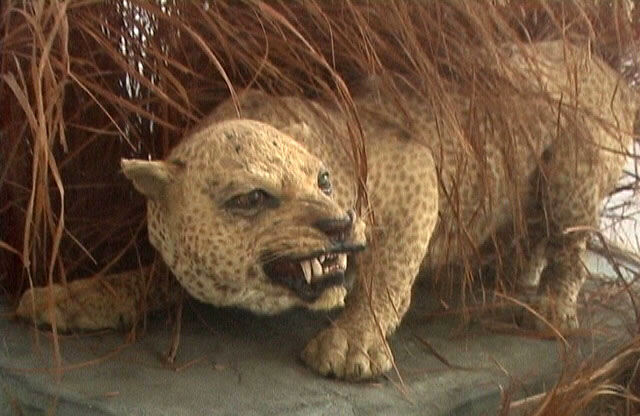
Disposition de petites rosettes très commune sur fond pâle (ici, Léopard de Zanzibar).

### Performances physiques

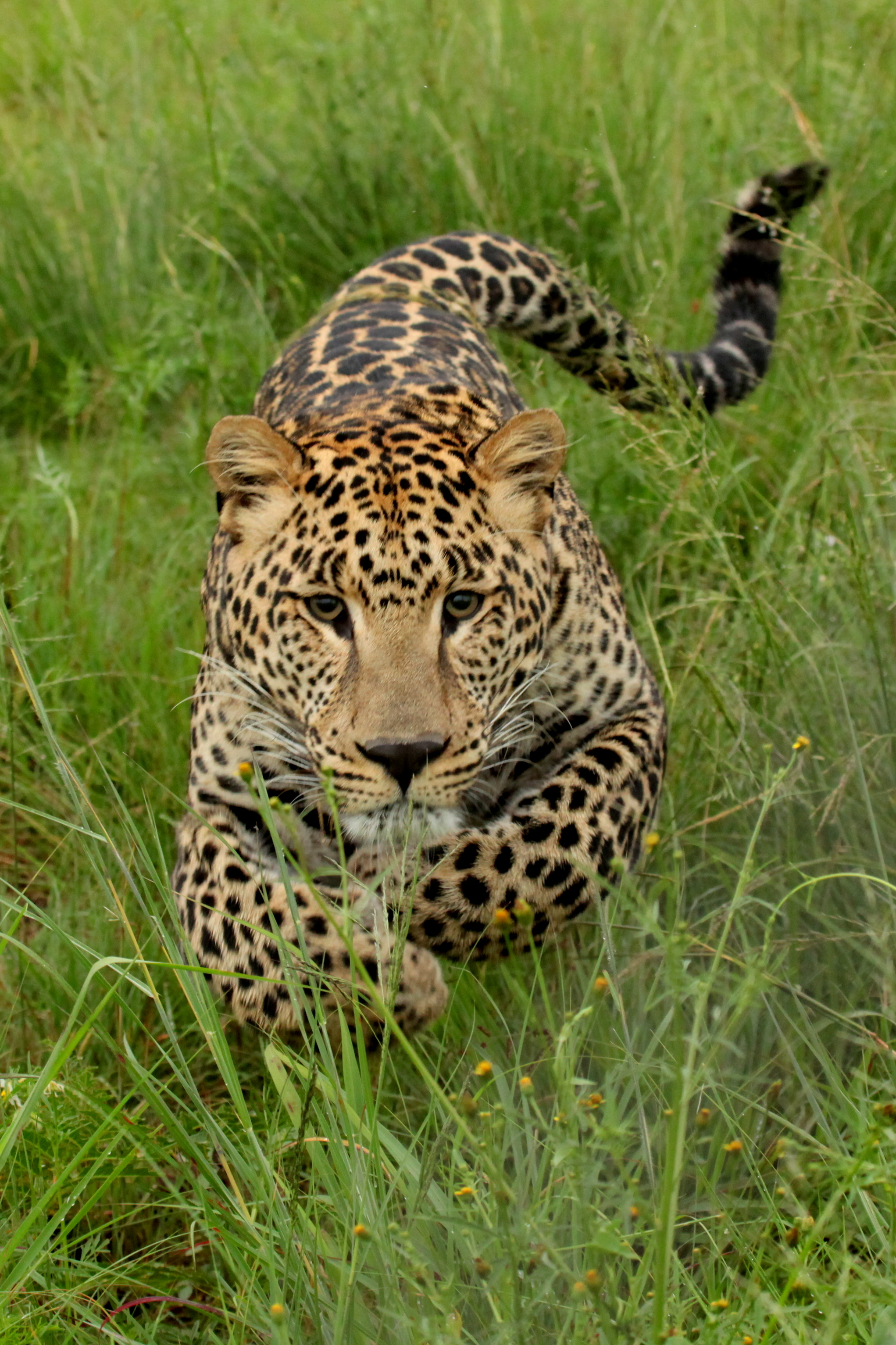
Léopard chargeant, Gauteng, Afrique du Sud.

Lors d'un sprint, la vitesse du léopard atteint 60 km/h. Excellent grimpeur, ce félin est capable de soulever ainsi des proies beaucoup plus lourdes que lui comme la carcasse d'un girafon, dont la masse peut atteindre 150 kg, à une hauteur de 6 m. Le léopard peut sauter sans élan sur six mètres de long et trois mètres de haut,.

### Vocalisations
La vocalisation la plus caractéristique est un cri évoquant le bruit d'une scie, composé en moyenne d'une série d'une douzaine d'appels rauques et grinçants, poussés tant à l'inspiration qu'à l'expiration. Cet appel peut être précédé d'un ou plusieurs rugissements.
Le léopard pousse également de brefs appels plaintifs et aigus ; il peut siffler, grogner et gronder lorsqu'il est en colère ou a peur. Il tousse lorsqu'il charge. Les jeunes léopards miaulent et gazouillent.

### Chasse et alimentation

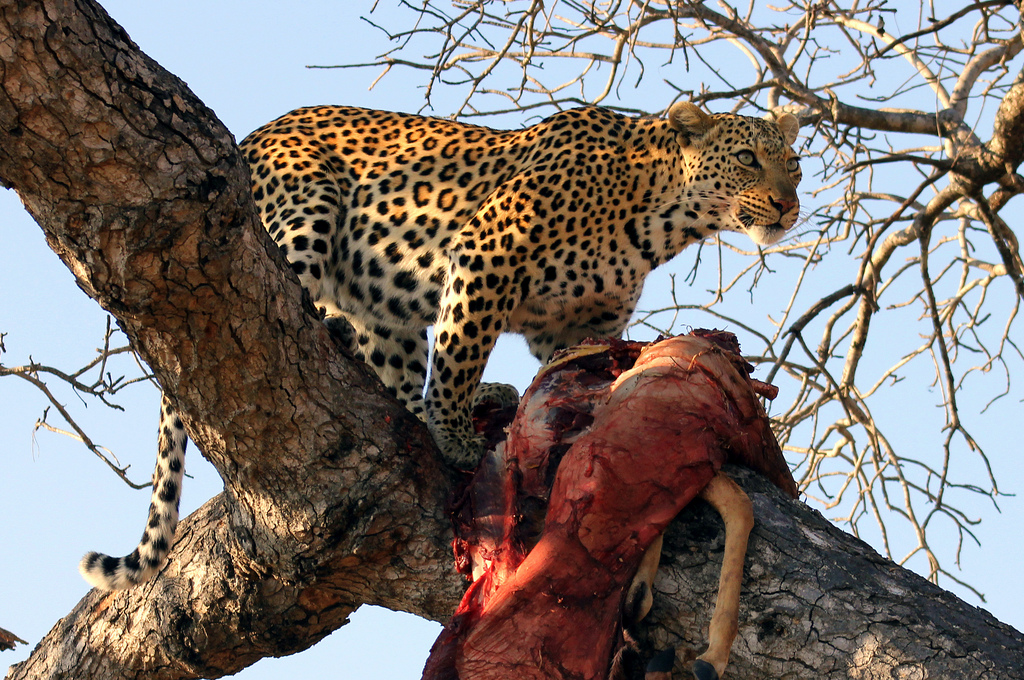
Léopard et sa proie qu'il a hissée dans un arbre en Afrique du Sud.

Le léopard est un prédateur généralement crépusculaire qui se repose à l'ombre en journée et chasse la nuit. Dans les forêts pluviales, il peut chasser le jour s'il n'y a aucune source de dérangement à proximité. La chasse est menée à la vue et à l'ouïe. Le léopard est un prédateur furtif qui s'approche au plus près de sa proie en rampant à couvert avant de lui sauter dessus et de la tuer d'une morsure à la nuque ou par strangulation. Il peut également surprendre sa proie en lui sautant dessus du haut d'un arbre. En cas de fuite de sa proie, le léopard abandonne rapidement la poursuite. Excellent grimpeur, le léopard a la particularité de hisser sa prise dans un arbre, à l'abri des autres prédateurs. Il peut soulever ainsi des proies beaucoup plus lourdes que lui comme la carcasse d'un girafon, dont la masse peut atteindre 150 kg, à une hauteur de 6 m.
Un adulte mange de 1,5 à 2,5 kg de viande par jour. Il se nourrit des grosses proies pendant plusieurs jours. Pour les singes, le léopard a développé une technique de chasse particulière : il feint de grimper dans l'arbre, attend que le singe descende au sol et l'attrape.
Opportuniste, il s'attaquera à tout animal de taille petite à moyenne qu'il peut attraper (singes, rongeurs, damans, poissons) ainsi qu'aux charognes. Ses proies de prédilection en Afrique sont la Gazelle de Thomson (Gazella thomsonii), la Gazelle de Grant (Gazella granti), l'impala (Aepyceros melampus), le Cobe des roseaux (Redunca redunca), les jeunes gnous (Connochaetes) et topis (Damaliscus korrigum). En Israël, il se nourrit de Daman des rochers (Procavia capensis), de bouquetin (Capra nubiana) et de porc-épic et ajoute des sangliers au menu en Iran. La proie principale est le chital (Axis axis) en Inde et au Népal, le muntjac (Muntiacus) dans la péninsule indonésienne, le Cerf huppé (Elaphodus cephalophus) en Chine. Les singes constituent les proies les plus fréquentes dans les forêts ombrophiles. Le poids des proies varie de 5 à 70 kg en moyenne, et de 30 à 175 kg en Inde.
Dans les milieux urbains, le léopard s'attaque aux chiens et au bétail, parfois aux enfants. Les animaux domestiques et d'élevage constituent 25 % de son alimentation en milieux urbanisés.

### Territorialité
Le léopard est polyvalent en termes d'habitat. Hormis dans les déserts ouverts et les mangroves, le félin s'adapte aux forêts sempervirentes, aux savanes, aux bois, aux collines rocheuses, aux marécages, aux bords de mer comme à la montagne. Une carcasse de léopard a été trouvée à 5 700 mètres d'altitude sur le Kilimandjaro en Tanzanie.
La taille du territoire du léopard varie selon son habitat. Dans la savane, en zone où les proies sont abondantes, le territoire mesure de 30 à 78 km2 pour les mâles et de 16 à 38 km2 pour les femelles. Dans les régions montagneuses, le territoire peut s'étendre jusqu'à 400 km2. En Thaïlande, les léopards ont un territoire de 27 à 37 km2, en Russie, il peut s'étendre à 300 km2. Le territoire du mâle recouvre un ou plusieurs territoires de femelles. Le marquage du territoire est réalisé en griffant des arbres, ou en aspergeant les buissons et rochers d'urine.
La densité de population est très variable selon les régions. Elle est estimée à 6 individus pour 100 km2 dans la forêt de Taï en Côte d'Ivoire, 8 à 12 individus pour la forêt d'Ituri en RDC, de 3,5 individus pour le parc national Kruger en Afrique du Sud (mais 30 individus pour les zones avec des cours d'eau). Les parcs nationaux suivants possèdent de bonnes populations de léopards : Amboseli, Nairobi, Serengeti, Hwange, Sud-Luangwa (en) et Kruger.

### Cycle de vie
Le Léopard est un animal exclusivement solitaire sauf durant les périodes d'accouplement. La saison de reproduction se situe au début du printemps (janvier-février) pour les régions subtropicales et toute l'année pour les milieux tropicaux.

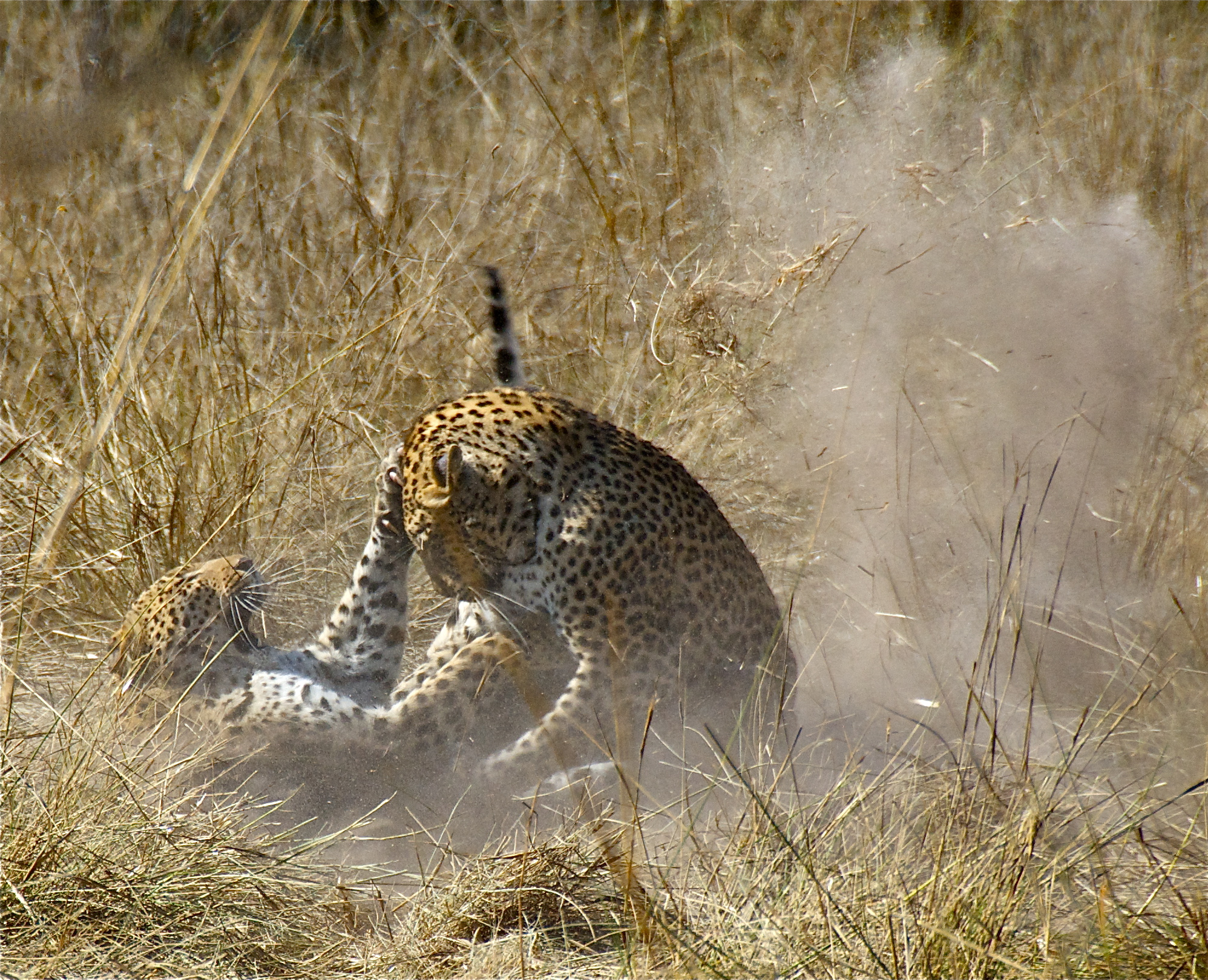
Le mâle est violemment repoussé par la femelle après l'accouplement.
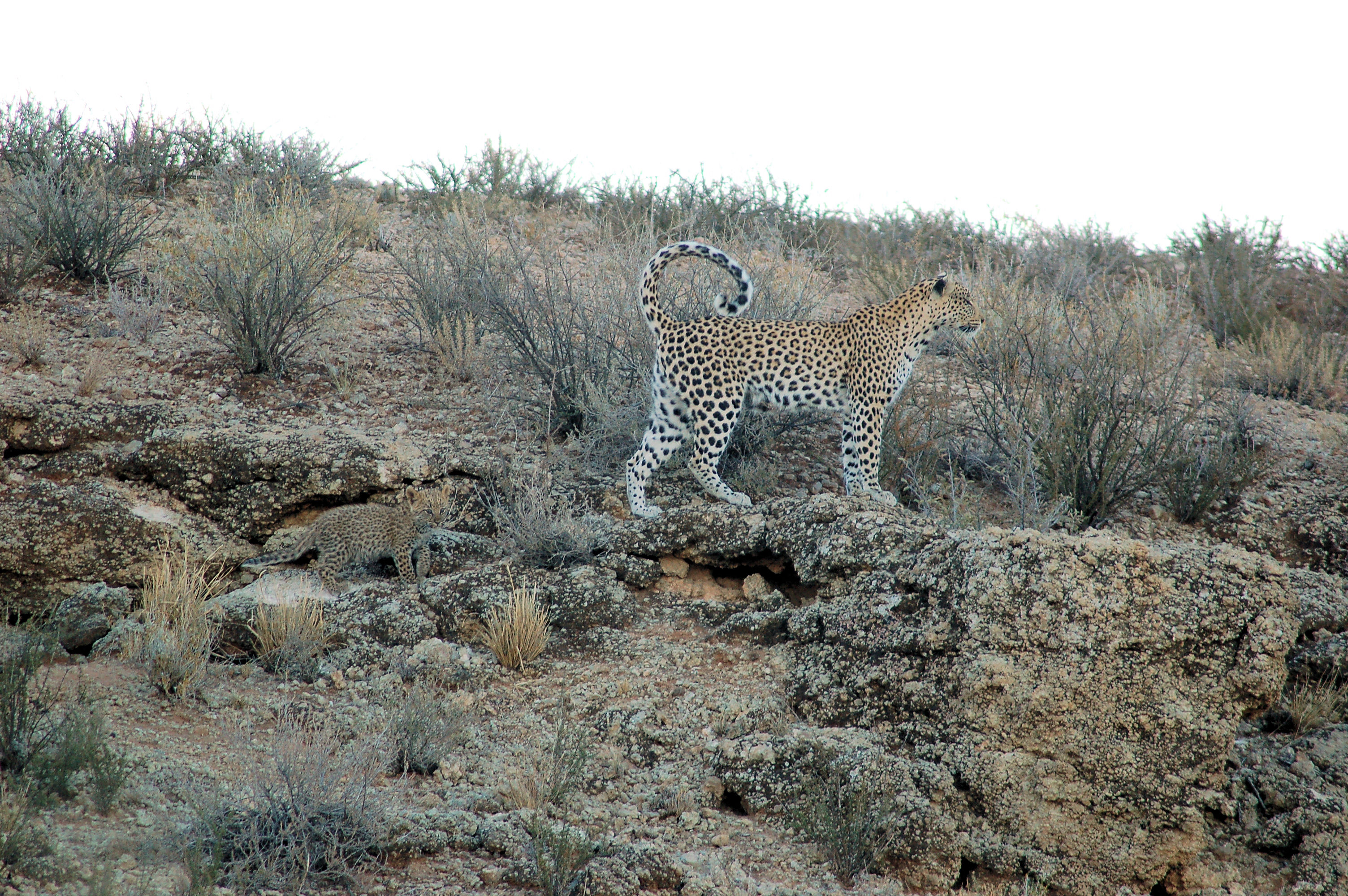
La portée d'un léopard est souvent réduite à un seul petit dans la nature.
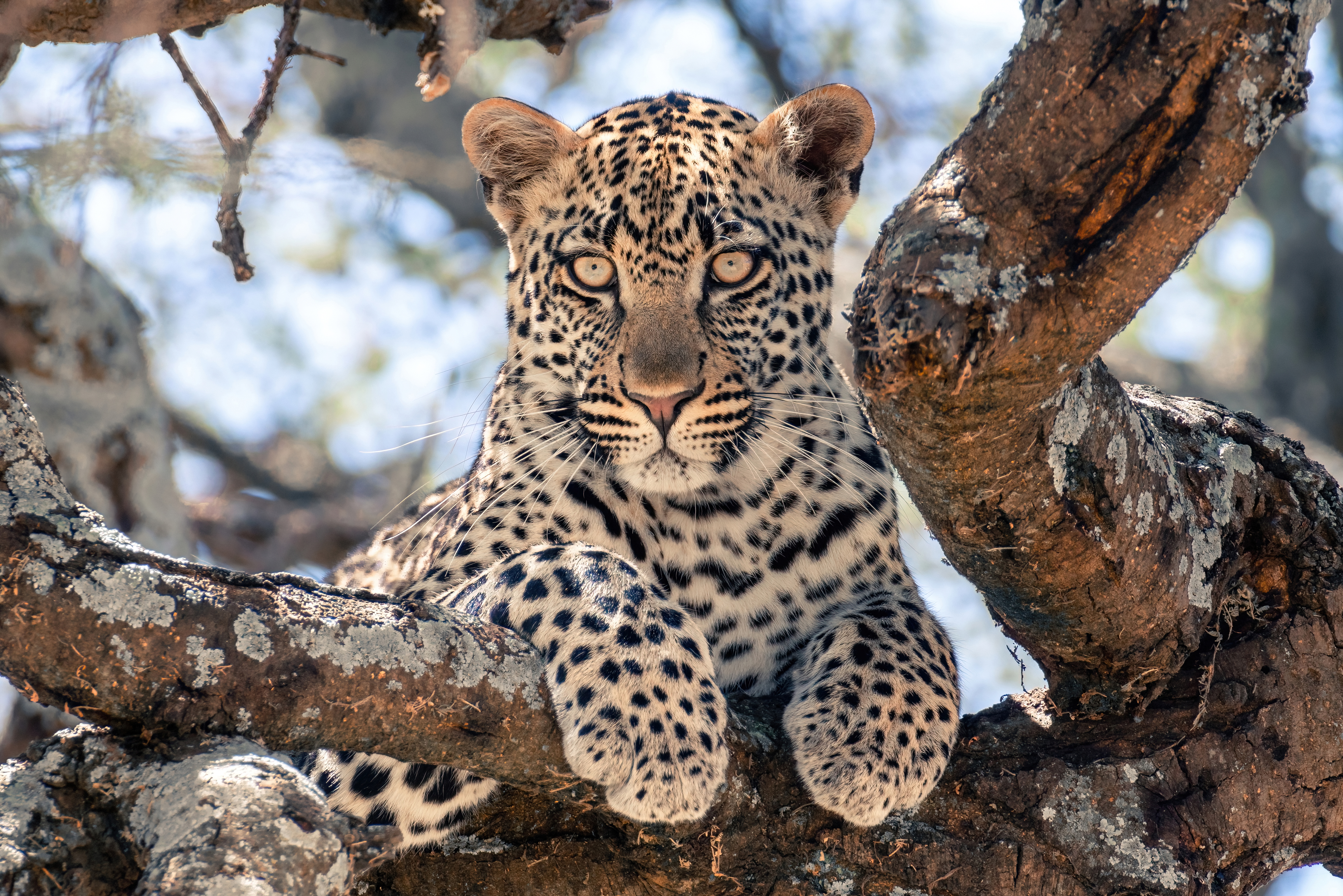
Un jeune léopard regarde de tous ses yeux dans le parc national du Serengeti en Tanzanie.

L’œstrus dure environ sept jours. Une observation dans le Gujarat en Inde montre que le mâle et la femelle sont restés ensemble six jours. Les accouplements ont lieu le plus souvent après 17h00. La femelle a toujours pris l'initiative en s'approchant du mâle et en se frottant contre lui. Lors de la copulation qui dure entre trois et sept secondes, le mâle grogne tout en maintenant la femelle par la nuque. Le couple se repose ensuite pendant cinq à dix minutes en s'éloignant l'un de l'autre de quelques mètres. Lors de la saison de reproduction, environ cent copulations par jour sont réalisées.
La femelle met bas tous les deux ans après 90 à 105 jours de gestation. Sa tanière peut être une crevasse rocheuse, un arbre creux, ou encore des buissons denses ; elle en change ponctuellement en transportant un à un ses petits par la peau du cou dans sa gueule. La portée est en général composée de deux à trois petits, parfois quatre. Ils ont une fourrure laineuse aux taches indistinctes et ne pèsent que de 430 à 600 g à la naissance. Ils ouvrent les yeux entre sept et dix jours et commencent à découvrir leur environnement à deux semaines. La mère leur apprend à chasser à partir de trois mois et ils restent avec elle jusqu'à la prochaine portée.
La maturité sexuelle est atteinte entre 24 et 36 mois pour les mâles, 30 à 36 mois pour les femelles, 33 mois en moyenne. Les jeunes d'une même portée peuvent rester ensemble pendant quelques mois avant de se séparer. 41 % des jeunes meurent avant l'âge de un an. La longévité est de 12 à 15 ans dans la nature et jusqu'à 23 ans en captivité(record de 26,5 ans pour deux panthères du Cirque Arlette Gruss[réf. à confirmer]).

#### Comportement à l'égard de la progéniture
La mère apporte des soins et de la nourriture aux jeunes durant plusieurs mois à quelques dizaines de mois. L'âge d'émancipation (le moment auquel la mère se sépare de ses petits en les chassant) varie selon les cas et en moyenne selon le sexe du jeune. Sur la base de l'analyse de 40 ans de données d'observation accumulées sur les familles de léopards de la réserve de Sabi Sand en Afrique du Sud, il a été noté qu'alors que certaines mères ont chassé leurs petits dès 9 mois après la naissance, d'autres s'en sont occupés plus longtemps (jusqu'à 35 mois). Dans tous les cas, les petits ont bien réussi. Les mères qui consacrent une plus longue période de temps à leurs petits ont moins de portées à long terme. Les jeunes mâles semblent recevoir une attention plus marquée que les jeunes femelles (leur mères s'en occupent durant environ 2 mois de plus en moyenne). La mère s'occupe également plus longtemps des petits si le nombre de proies diminue dans leur environnement.

## Évolution de l'espèce et sous-espèces

### Phylogenèse
La lignée des panthères, les Pantherinae, a divergé il y a 10,8 millions d'années de l'ancêtre commun des Felidae, puis il y a 6,4 millions d'années, la lignée des panthères nébuleuses Neofelis et celle des Panthera. Le plus vieil ancêtre commun aux Panthera dont on possède des fossiles est Panthera palaeosinensis, qui vivait de la fin du Pliocène au début du Pléistocène.
Des formes fossilisées de léopards ont été découvertes en Europe méridionale.
|  | \| \| Panthera leo - Lion \| \| \| \| \| \| Panthera pardus - Léopard \| \| \| \| |
|  |                                                                                   |
|  | Panthera onca - Jaguar                                                            |
|  |                                                                                   |
|  | Panthera leo - Lion                                                               |
|  |                                                                                   |
|  | Panthera pardus - Léopard                                                         |
|  |                                                                                   |

|  | Panthera leo - Lion       |
|  |                           |
|  | Panthera pardus - Léopard |
|  |                           |

|  | Panthera tigris - Tigre                      |
|  |                                              |
|  | Panthera uncia - Panthère des neiges ou once |
|  |                                              |

|  | \| \| Panthera leo - Lion \| \| \| \| \| \| Panthera pardus - Léopard \| \| \| \| |
|  |                                                                                   |
|  | Panthera onca - Jaguar                                                            |
|  |                                                                                   |
|  | Panthera leo - Lion                                                               |
|  |                                                                                   |
|  | Panthera pardus - Léopard                                                         |
|  |                                                                                   |

|  | Panthera leo - Lion       |
|  |                           |
|  | Panthera pardus - Léopard |
|  |                           |

|  | Panthera tigris - Tigre                      |
|  |                                              |
|  | Panthera uncia - Panthère des neiges ou once |
|  |                                              |

|  | \| \| Panthera leo - Lion \| \| \| \| \| \| Panthera pardus - Léopard \| \| \| \| |
|  |                                                                                   |
|  | Panthera onca - Jaguar                                                            |
|  |                                                                                   |
|  | Panthera leo - Lion                                                               |
|  |                                                                                   |
|  | Panthera pardus - Léopard                                                         |
|  |                                                                                   |

|  | Panthera leo - Lion       |
|  |                           |
|  | Panthera pardus - Léopard |
|  |                           |

|  | Panthera tigris - Tigre                      |
|  |                                              |
|  | Panthera uncia - Panthère des neiges ou once |
|  |                                              |

|  | \| \| Panthera leo - Lion \| \| \| \| \| \| Panthera pardus - Léopard \| \| \| \| |
|  |                                                                                   |
|  | Panthera onca - Jaguar                                                            |
|  |                                                                                   |
|  | Panthera leo - Lion                                                               |
|  |                                                                                   |
|  | Panthera pardus - Léopard                                                         |
|  |                                                                                   |

|  | Panthera leo - Lion       |
|  |                           |
|  | Panthera pardus - Léopard |
|  |                           |

|  | Panthera tigris - Tigre                      |
|  |                                              |
|  | Panthera uncia - Panthère des neiges ou once |
|  |                                              |

### Sous-espèces

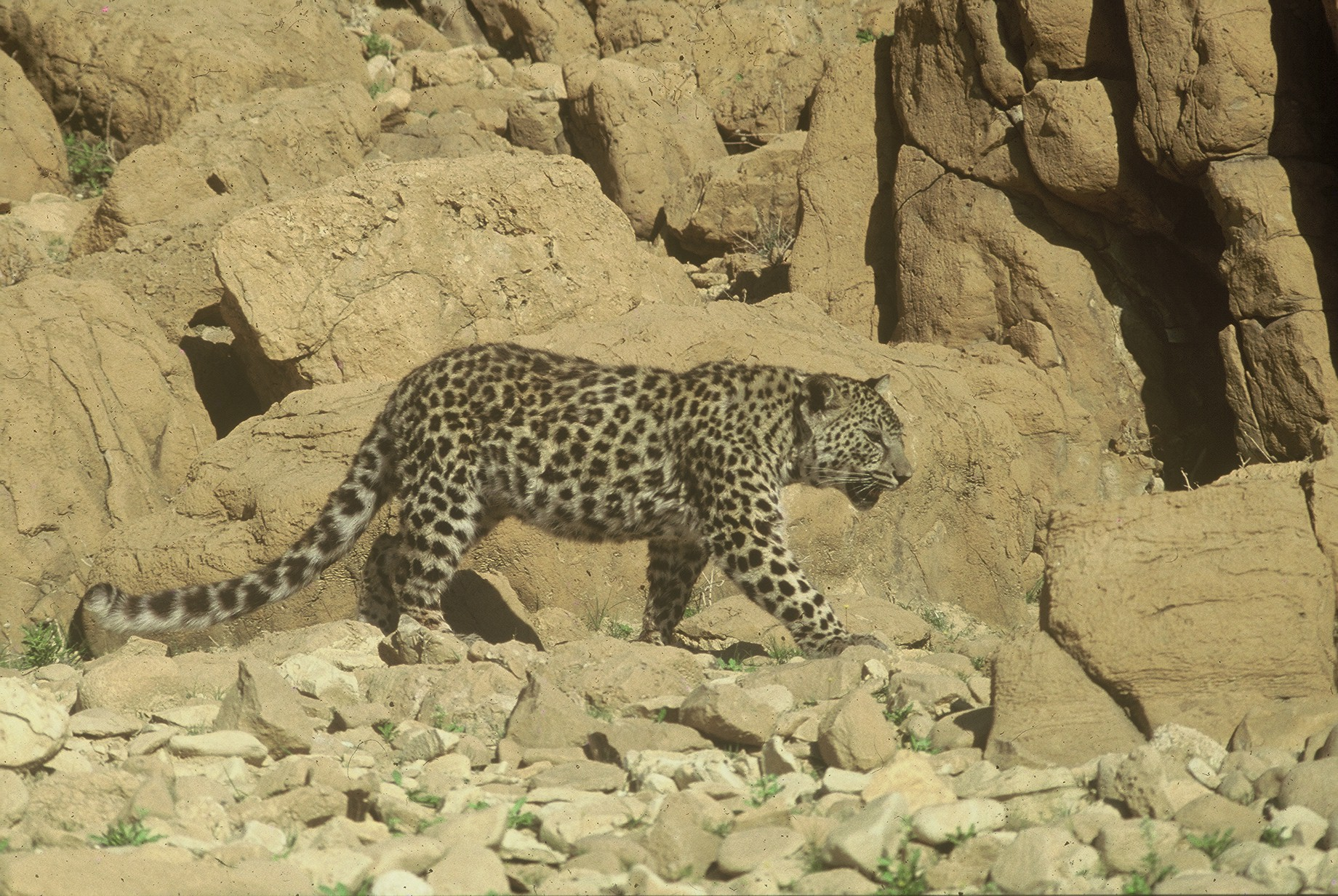
Léopard d'Arabie photographié dans le désert de Judée en 1985.

L’extrême variabilité du pelage a historiquement conduit à la création d'un nombre important de sous-espèces basée sur la forme ou la couleur des taches. La forme mélanique ne constitue pas une sous-espèce, puisque des portées de léopards noirs et tachetés naissent régulièrement. Vingt-sept sous-espèces de léopards (Panthera pardus) étaient communément reconnues avant que la biologiste sri lankaise Sriyanie Miththapala et ses collaborateurs ne révisent la classification des léopards par l'étude directe de l'ADN en 1995.
Il existe neuf sous-espèces de léopards selon l'Union internationale pour la conservation de la nature :
- le léopard d'Afrique (Panthera pardus pardus) ;
- le léopard d'Indochine (Panthera pardus delacouri) ;
- le léopard de Perse (Panthera pardus saxicolor) ;
- le léopard indien (Panthera pardus fusca) ;
- le léopard du Sri Lanka (Panthera pardus kotiya) ;
- le léopard de Java (Panthera pardus melas) ;
- le léopard de Chine du Nord (Panthera pardus japonensis) ;
- le léopard d'Arabie (Panthera pardus nimr) ;
- le léopard de l'Amour (Panthera pardus orientalis).

La sous-espèce P. p. saxicolor n'est pas citée par Mammal Species of the World ni par le Système d'information taxonomique intégré. La reconnaissance des léopards de Java et d'Arabie est considérée comme provisoire par l'UICN en raison du faible nombre d'échantillons disponibles. Le modèle à neuf sous-espèces conduit à inclure les multiples sous-espèces précédemment utilisées dans les nouvelles ; par exemple, le léopard de Zanzibar (Panthera pardus adersi) est à présent inclus dans le léopard d'Afrique (Panthera pardus pardus).
La sous-espèce Panthera pardus tulliana, ou Léopard d'Anatolie, est considérée comme disparue depuis longtemps. Un léopard a cependant été tué en 2013 à Diyarbakir, et ravive des espoirs de redécouverte de cette sous-espèce,.
Le léopard des neiges (Panthera uncia), historiquement classé dans le genre monotypique Uncia, fait à présent partie du genre Panthera, mais constitue une autre espèce de ce genre, au même titre que le lion, le tigre et le jaguar.

### Hybridation

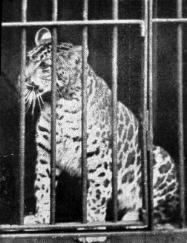
Pumapard exhibé au Tierpark Hagenbeck en 1904, résultat d'un croisement entre un puma et un léopard indien femelle.

L'hybridation entre le léopard et les autres félins est documentée. Le croisement entre la lionne (Panthera leo) et le léopard, nommé léopon, s'est produit de multiples fois en captivité : le cas le mieux documenté est celui du Koshien Hanshin Park à Nishinomiya au Japon dans les années 1950,. Bien que le lion et le léopard soient naturellement en contact en Afrique subsaharienne, les croisements entre les deux espèces ne sont pas avérés ; le marozi est considéré par la cryptozoologie comme le croisement naturel de ces deux espèces.
Des croisements en captivité avec le jaguar (Panthera onca), appelés jagulep ou lepjag, sont également rapportés, le caryotype des deux espèces étant quasiment identique. Les femelles sont fertiles et le lijagulep, ou lion tacheté congolais, est un célèbre croisement produit en 1908 entre un jagulep femelle et un lion. Des croisements en captivité avec le tigre (Panthera tigris) sont sporadiquement constatés. De même que le marozi est supposé être le croisement naturel lion-léopard, le dogla est un hypothétique croisement naturel tigre/léopard, qui ont géographiquement la possibilité de se rencontrer dans la nature.
| Lion  | Tigre  | Jaguar mâle |  | Lionne | Tigresse | Jaguar femelle |
| ----- | ------ | ----------- |  | ------ | -------- | -------------- |
| Liard | Tigard | Jagulep     |  | Léopon | Léotig   | Lepjag         |

Le pumapard est issu du croisement entre un léopard et un puma (Puma concolor), félin n'appartenant pas au même genre que le léopard. Des croisements répétés ont été provoqués par Carl Hagenbeck du zoo de Hambourg au début du XXe siècle, à la suite de la naissance de deux pumapards à Chicago.

## Répartition
Le léopard est le félin sauvage à l'aire de répartition la plus vaste. À l'origine, il se trouvait dans toute l'Afrique. Il a disparu d'Afrique du Nord, hormis de façon vestigiale sur l'Atlas au Maroc et à la frontière entre l'Algérie et le Maroc ; des observations ont été rapportées dans l'Ahaggar en Algérie en 2006. Le léopard est considéré comme éteint en Égypte. Le léopard est encore commun en Afrique subsaharienne, bien qu'il se raréfie en Afrique de l'Ouest et que ses populations soient morcelées. Les reculs les plus notables se situent au Nigeria, en Afrique du Sud et dans le Sahel africain. L'aire de répartition du félin se réduit localement dans les zones très densément urbanisées. Le léopard est considéré comme éteint au Zanzibar, où plus aucune observation n'a été rapportée depuis 1996. L'aire de répartition du léopard en Afrique s'est réduite de 36,7 % depuis le début du XXe siècle.

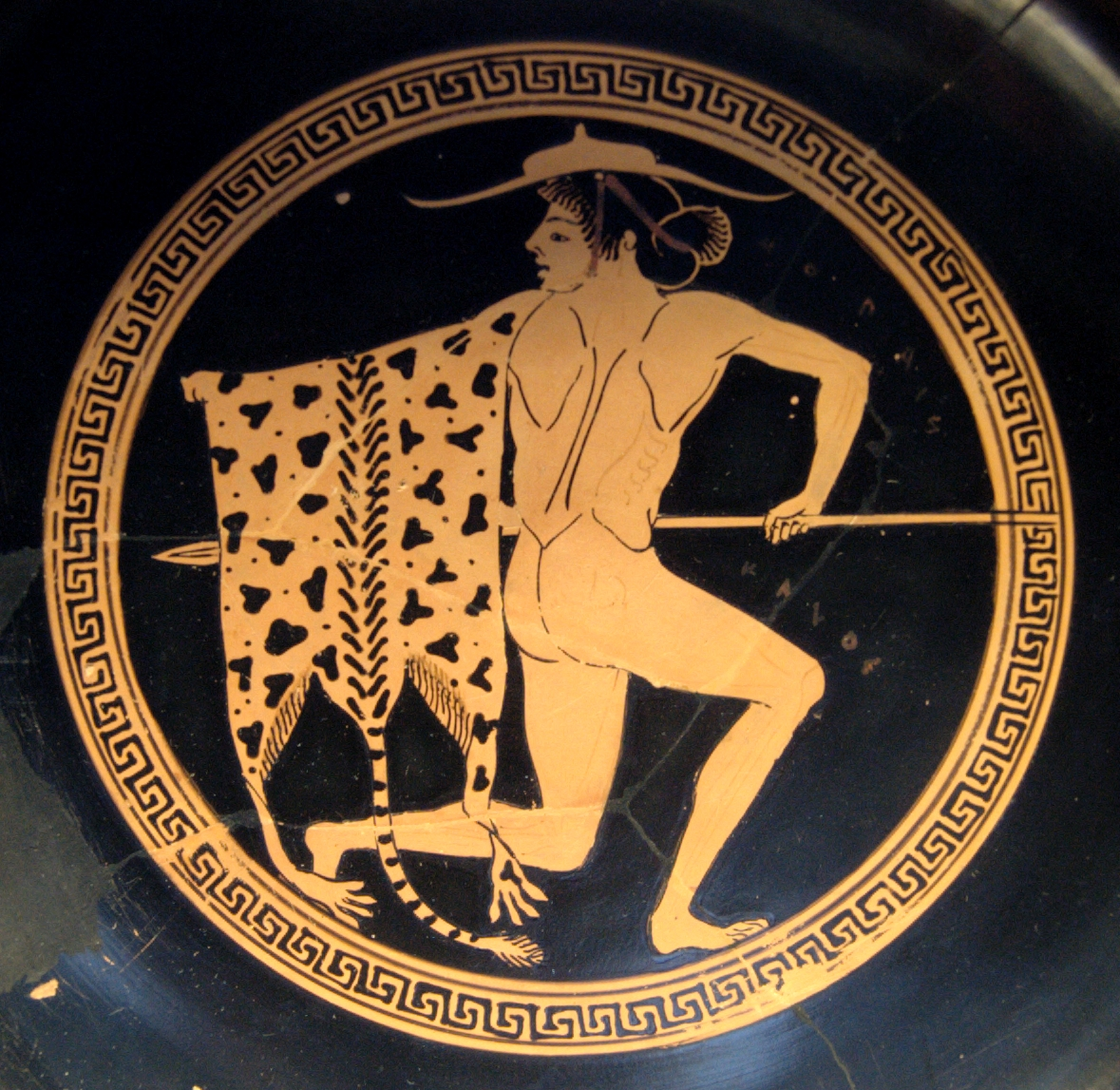
Jeune spartiate portant un pétase et une peau de léopard, pendant sa kryptie : coupe d'Onésimos, Staatliche Antikensammlungen de Munich.

En Asie, il se distribue du Moyen-Orient à la Chine, bien que les populations se réduisent de plus en plus en dehors des aires protégées. Sur la péninsule Arabique, la population totale est estimée en 2006 par le Arabian Fauna Conservation Workshop à moins de 200 individus divisés en trois aires distinctes : le Néguev, les montagnes de Wada'a au Yémen et les montagnes du Dhofar à Oman. La présence de ce félin en Arabie saoudite est incertaine. Le léopard est présent sur l'île du Sri Lanka ; cependant, les populations auraient subi un déclin de 75 % entre le début et la fin du XXe siècle. En Indonésie, le félin est présent sur les îles de Java et de Kangean. Les populations de l'Amour sont très menacées ; il ne reste que quelques individus en Russie et peut-être en Corée du Nord.
En Europe, il est signalé par Homère (peut-être la sous-espèce pardus nimr) et figuré sur des scènes de chasse en Grèce à l'époque archaïque, mais se raréfie et disparaît dans l'Antiquité, étant un gibier de prestige.

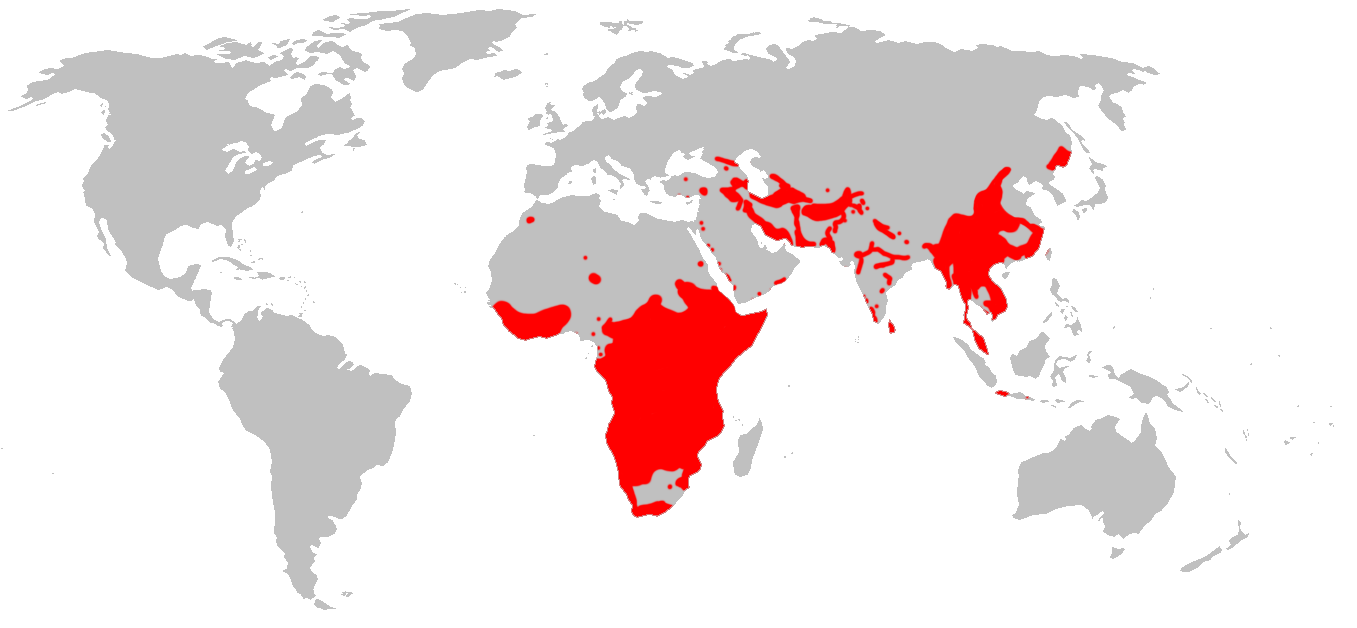
Aire de répartition du léopard.

## Protection

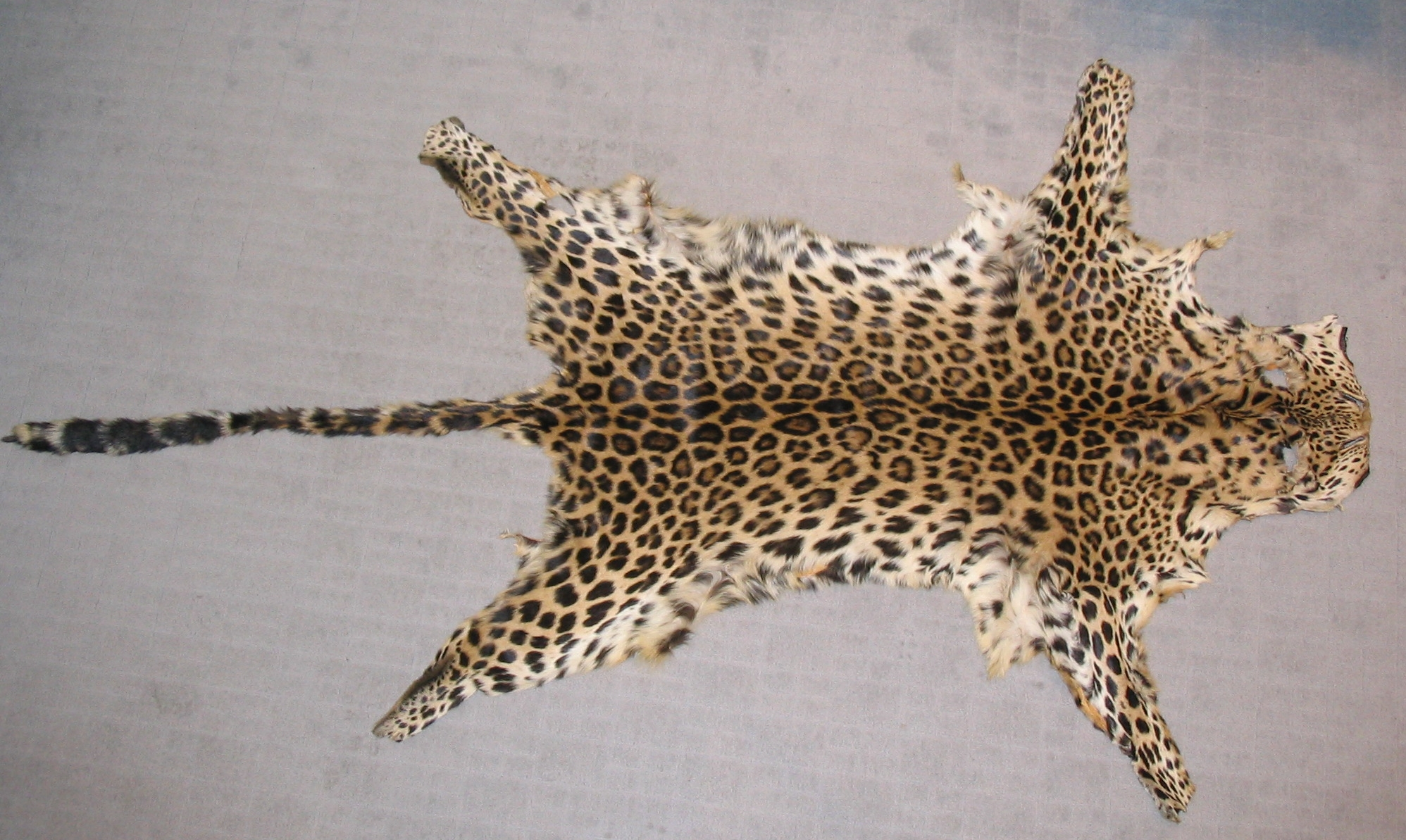
La peau du léopard est objet de convoitises.

Les principales menaces pesant sur l'espèce sont le braconnage pour sa peau et ses os, utilisés en pharmacopée traditionnelle asiatique, ainsi que les conflits avec les propriétaires de bétail et la raréfaction de ses proies.
Le léopard est protégé au titre de l'annexe I de la Convention sur le commerce international des espèces de faune et de flore sauvages menacées d'extinction (CITES) depuis juillet 1975, c'est-à-dire que l'exportation d'un spécimen nécessite la délivrance et la présentation préalables d'un permis d'exportation. La CITES a défini des quotas qui permettent d'exporter environ 2 600 trophées de léopards par an. L'Union internationale pour la conservation de la nature (UICN) a classé l'espèce comme quasi menacée (NT) en 2008, puis a élevé le classement à espèce vulnérable (VU) en 2016. En 2008, l'UICN reconnaissait un statut différent pour cinq sous-espèces (en danger pour les sous-espèces du Sri Lanka et de Perse, en danger critique d'extinction pour les sous-espèces de Java, d'Arabie et de l'Amour), mais celles-ci ne sont désormais plus évaluées en 2016.

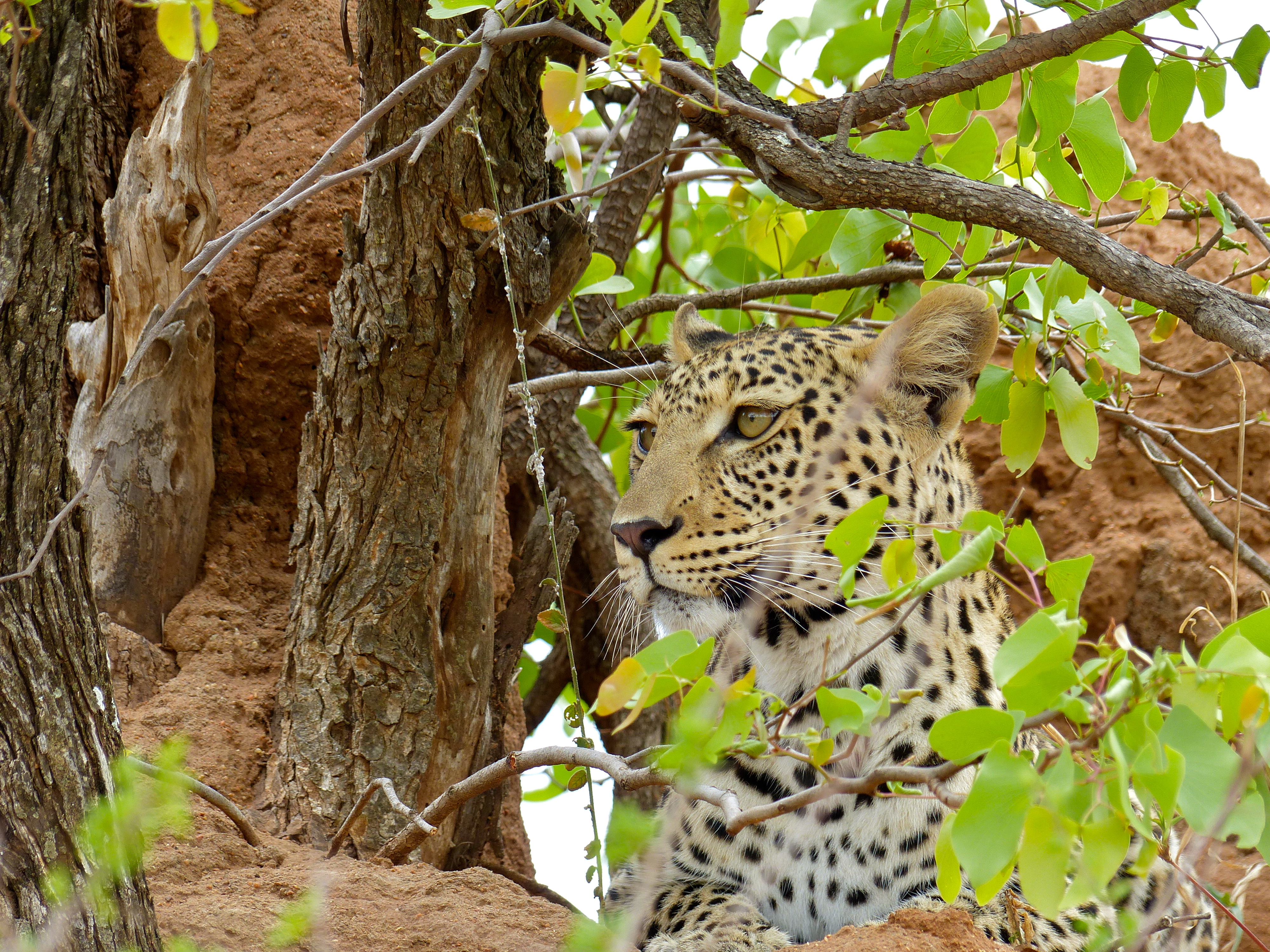
Panthera pardus ♀ (parc national Kruger, Afrique du Sud).
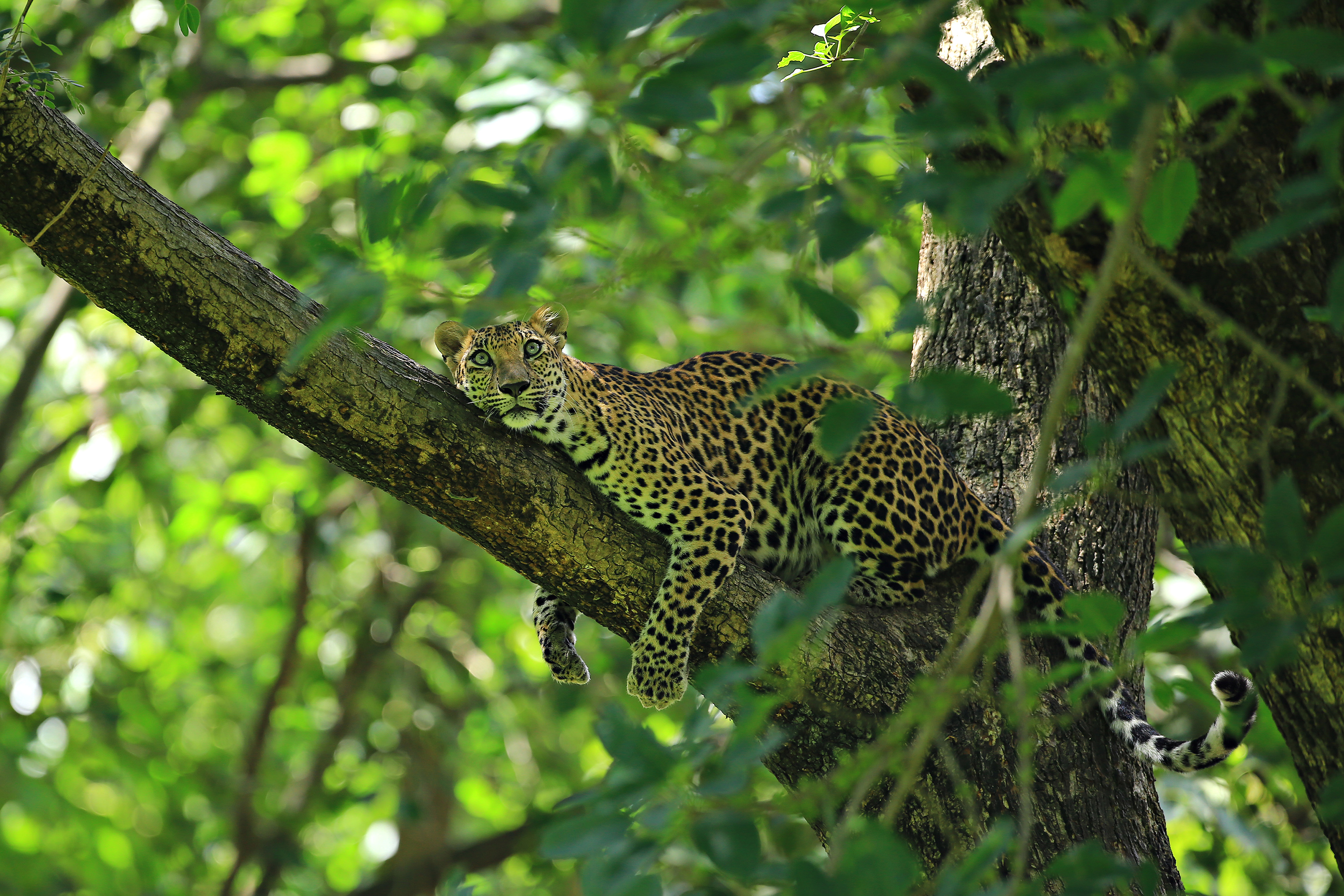
Un léopard dans le parc national de Khao Laem en Thaïlande.
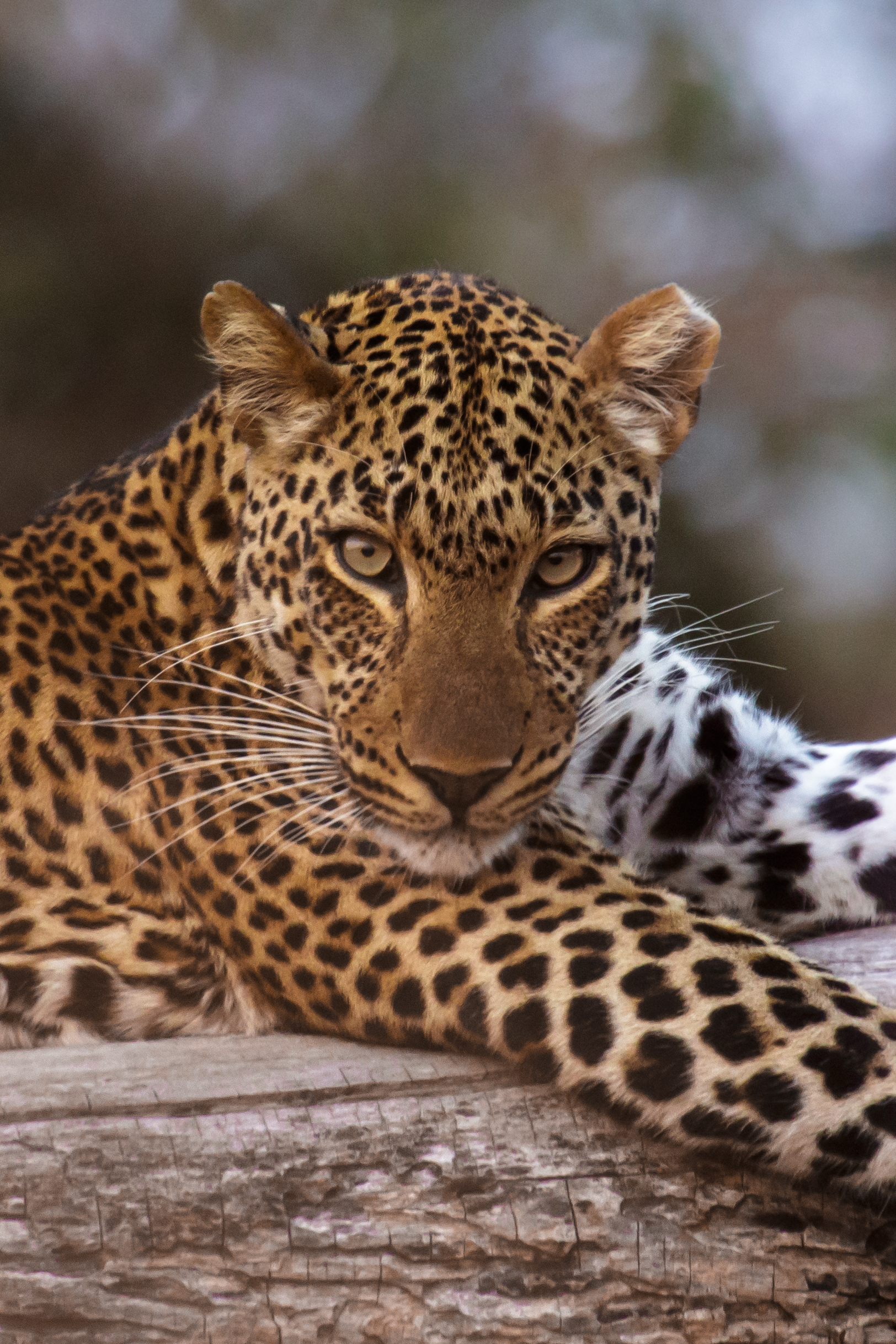
Portrait de léopard, dans le South Luangwa National Park (en) en Zambie.
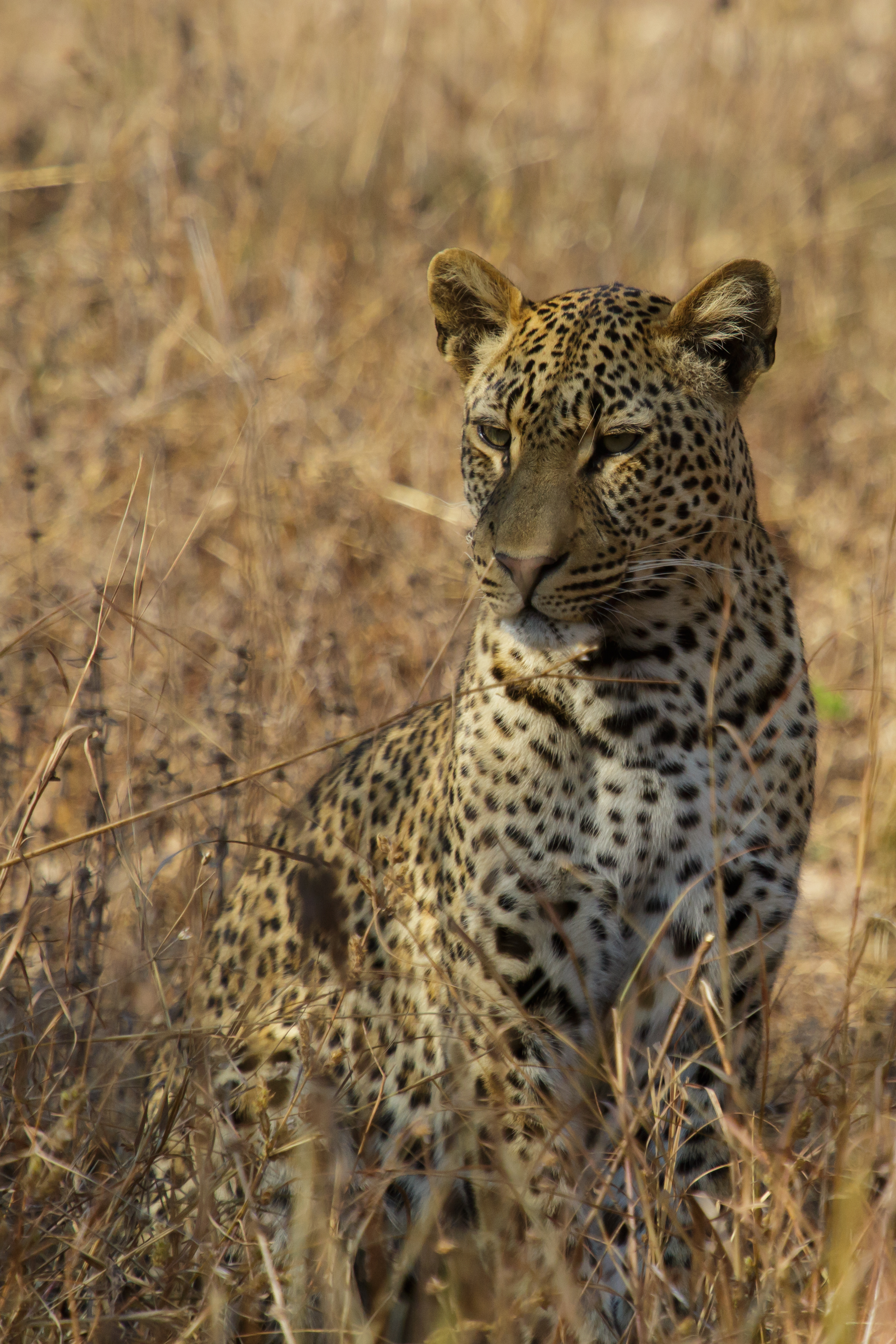
Léopard, même lieu, même moment.
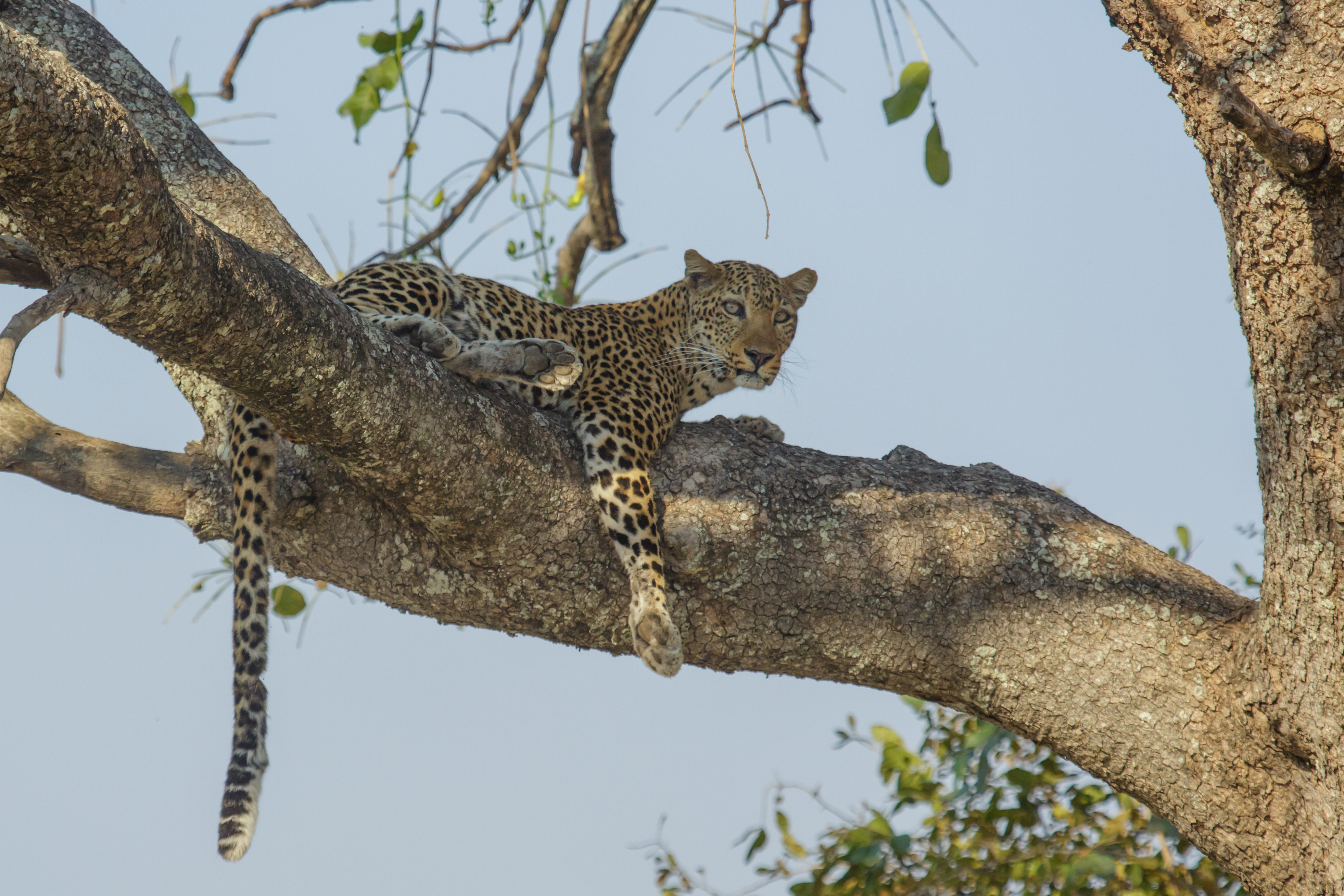
Aussi.
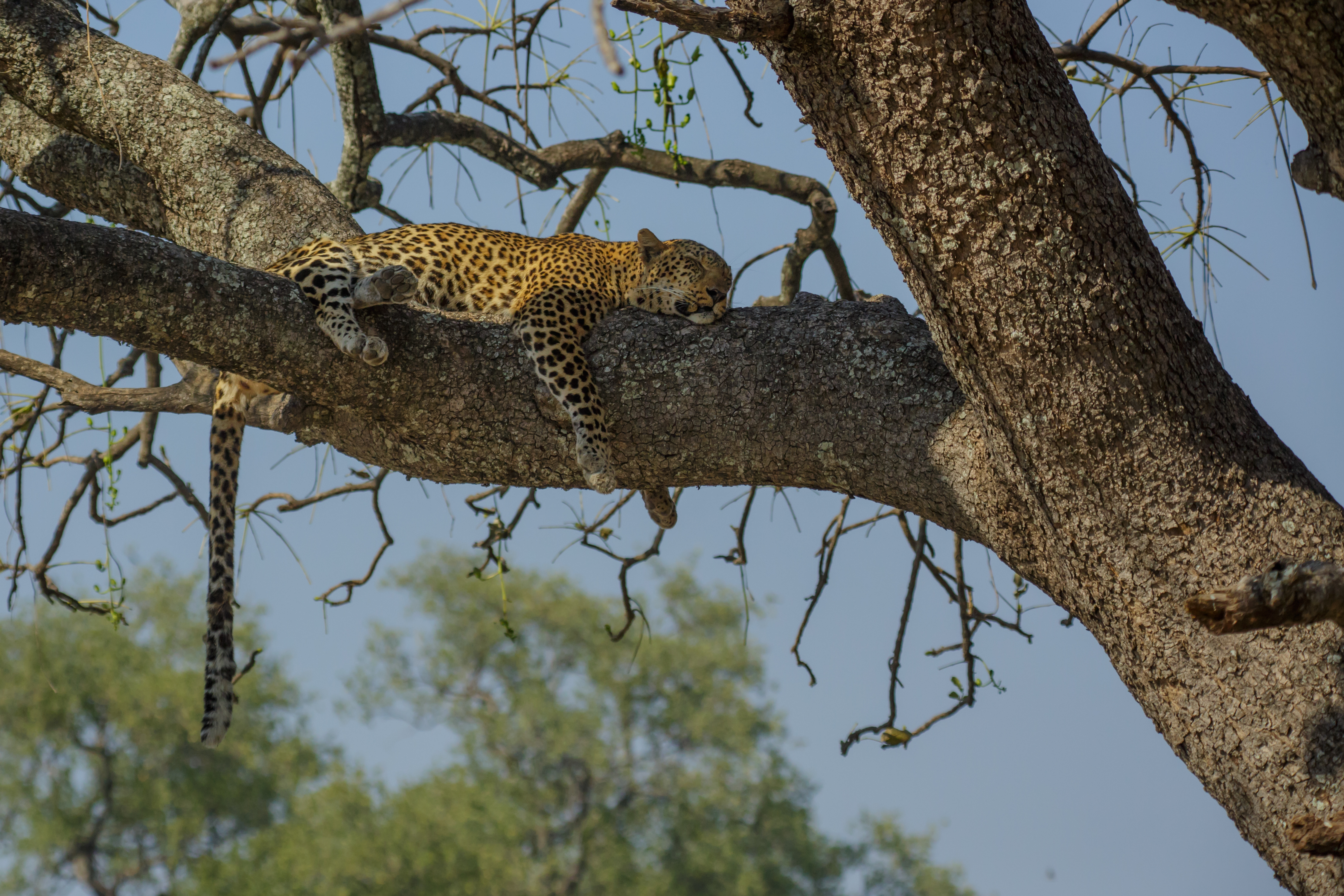
Pareil.

Difficile à observer, le léopard vit caché, au point que personne ne peut avancer de statistiques fiables sur le niveau réel des populations. Dans les années 1990, on estimait sa population à environ 700 000 individus. Les scientifiques s'accordent pour dire que ce carnivore nocturne, assez puissant pour hisser sur un arbre une carcasse d'antilope afin de la mettre à l'abri des autres prédateurs, n'est pas en danger. Sa chasse est interdite dans la plupart des pays d'Afrique (Angola, République démocratique du Congo, Rwanda, etc.) ou très réglementée (Afrique du Sud, Kenya, Namibie, Tanzanie). Les permis d'exportation du léopard, réglementés par la CITES, sont d'environ 2 600 trophées et peaux par an, provenant de pays d'Afrique. En Tanzanie, le tarif d'un trophée est passé de 2 500 à 12 000 dollars depuis juillet 2007 sur décision gouvernementale.
Afin d'assurer la pérennité de la population captive, certaines sous-espèces font l'objet de programmes d'élevage conservatoire. Un Programme européen pour les espèces menacées (EEP) est en cours pour le Léopard de Perse (Panthera pardus saxicolor), le Léopard de Chine du Nord (Panthera pardus japonensis), le Léopard du Sri Lanka (Panthera pardus kotiy) et le Léopard de l'Amour (Pantheras pardus orientalis). Par ailleurs, cette dernière sous-espèce fait également l'objet d'un programme américain pour les espèces menacées (SSP).
La présence du léopard est confirmée dans la réserve de faune du Dja au Cameroun.

## Relations inter-spécifiques
Les léopards peuvent être tués par des lions, des tigres, des crocodiles, des lycaons, voire par une troupe de babouins ou des chimpanzés. Les jeunes peuvent être tués par d'autres léopards. À l'inverse, le léopard est une menace pour les lionceaux.

### Lion
La compétition interspécifique est faible avec le lion, ce dernier s'attaquant à des proies plus grosses que celles du léopard.

### Tigre
La coexistence avec le tigre est plus difficile car celui-ci peut s'approprier les proies du léopard. À l'inverse, des cas de léopard se nourrissant des proies du tigre ont également été rapportés. Lorsque les tigres sont présents, le léopard est plus rare et trouve refuge dans les arbres. Des techniques d'évitement ont été observées dans le parc national de Chitawan : les temps de chasse des deux félins sont décalés et le léopard chasse en des lieux différents et sur des proies différentes de celles du tigre.

### Panthère des neiges
L'aire de répartition du léopard recouvre celles de la Panthère des neiges (Panthera uncia) (et du dhole) : dans le Sanjiangyuan de la province de Qinghai en Chine ou encore dans le parc national du Grand Himalaya en Inde, les pièges photographiques montrent que le léopard et la panthère des neiges peuvent coexister sur les mêmes aires. Toutefois, la nature de leur interaction reste à étudier,.
Le léopard étant plus gros et s'adaptant à une plus grande variété d'habitats, sa présence pourrait être néfaste à celle de la panthère des neiges. Quelques observations semblent cependant montrer que les deux espèces se répartissent dans des habitats différents, évitant l'agression interspécifique : la panthère des neiges préfère les milieux ouverts avec peu de végétation tandis que le léopard choisit des forêts de cyprès denses.
Les interactions entre le léopard et la panthère des neiges pourraient s'accroître dans le contexte du réchauffement climatique qui modifie la limite des arbres et permet au léopard de s'aventurer vers de plus hautes altitudes.

### Hyène rayée

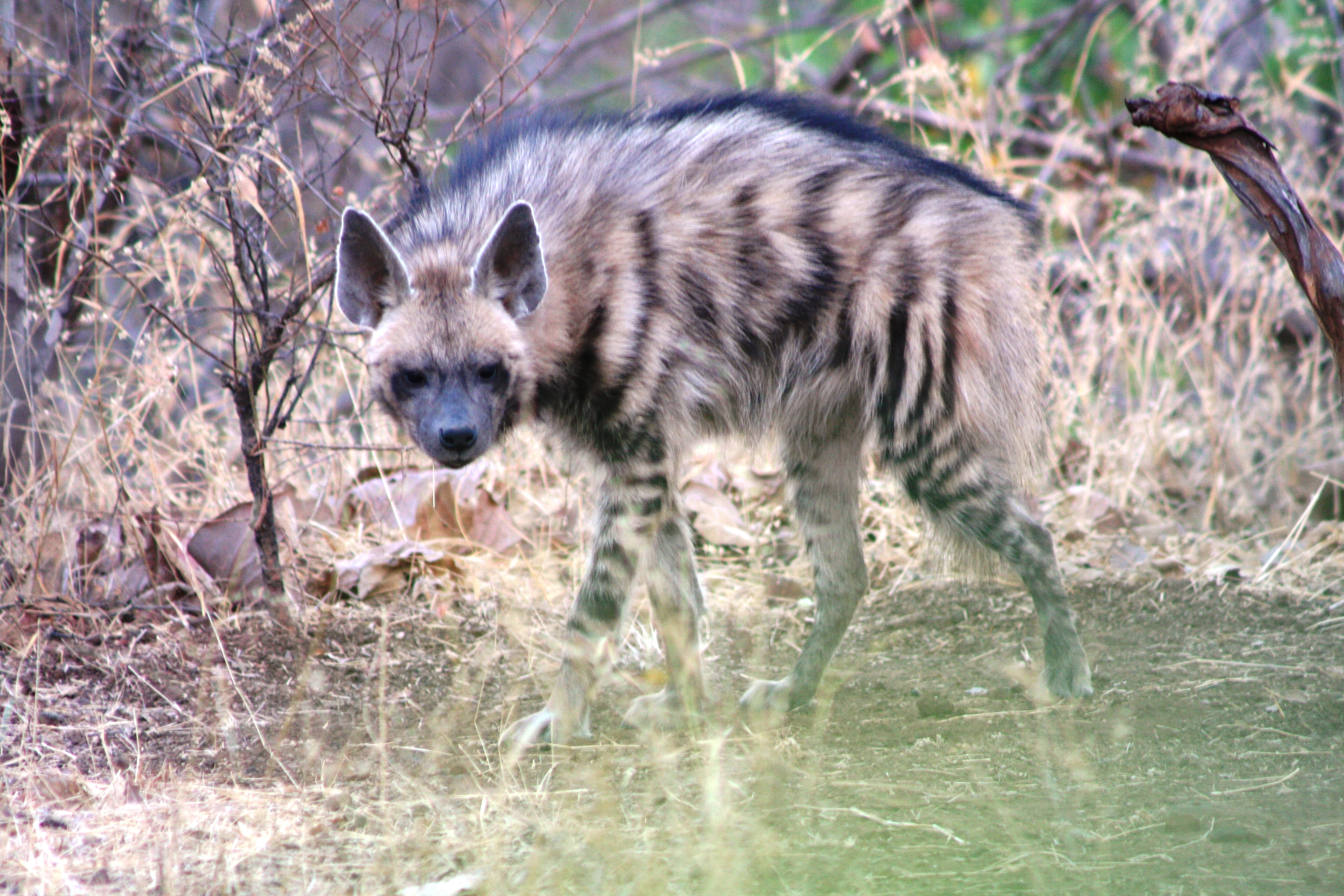
La Hyène rayée (Hyaena hyaena) et le léopard sont en forte compétition interspécifique à cause de leur niche écologique très proche.

Le léopard a également des interactions avec la Hyène rayée (Hyaena hyaena), leurs aires de répartition se recouvrant largement en Afrique et en Asie.
Les deux espèces étant toutes les deux des prédateurs généralistes, elles sont probablement en forte compétition pour la nourriture et les tanières. Leurs niches écologiques sont très semblables. Une troupe de Hyènes rayées peut voler la proie d'un léopard en le mettant en fuite et peut tuer les jeunes léopards.
Dans le parc national de Sariska en Inde, des pièges photographiques posés près d'une carcasse d'Antilope nilgaut tuée par une tigresse ont montré un léopard et une Hyène rayée s'en nourrissant en même temps pendant une dizaine de minutes, sans montrer de signes d'agressivité. Dans la même réserve, un léopard femelle ayant deux petits a tué une Hyène rayée subadulte près de sa tanière. Le cadavre retrouvé par des scientifiques n'avait pas été mangé et a provoqué le départ de la meute de hyènes. Il est supposé que la léoparde a tué afin de protéger ses petits de toute menace potentielle.

### Homme

#### Synanthropie
La présence humaine ne perturbe pas ce félin, qui peut vivre dans les villes à l'insu des habitants. Ainsi, un léopard qui s'était enfui d'un zoo à Nairobi dans les années 1970, lors de la battue organisée pour le retrouver, a occasionné la capture de cinq autres léopards dans la ville-même.
Actuellement, les léopards sont en voie de synanthropisation en Inde, ayant cessé d'être un phénomène occasionnel pour devenir « les nouveaux renards urbains » des agglomérations indiennes. Il apparaît même que les relocalisations forcées d'individus capturés, en plus d'être inefficaces pour empêcher les léopards de prendre ou reprendre ces territoires, ont même empiré les vagues d'attaques de léopards sur l'homme (jusqu'à +325 % certaines années). S'ajoutent des études concernant d'autres impacts de la présence du léopard en ville sur les habitants, non plus seulement en termes d'attaques mais aussi de service rendu, par exemple protéger les citadins des chiens enragés.

#### Léopards mangeurs d'hommes

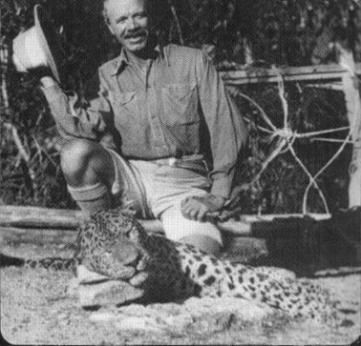
Jim Corbett devant la dépouille du léopard de Rudrapayag.

Il existe plusieurs cas de léopards mangeurs d'hommes. Deux mangeurs d'hommes célèbres ont sévi en Inde avant d'être abattus par Jim Corbett : un premier léopard ayant attaqué près de 400 personnes, tué en 1910, et le léopard de Rudraprayag, qui a tué plus de 125 personnes entre 1918 et 1925. Entre 1876 et 1886, 194 à 300 personnes furent tuées annuellement par des léopards en Inde. Entre 1982 et 1989, 170 personnes sont mortes en Inde à la suite d'une attaque de léopard. Sa réputation de mangeur d'hommes est plus forte en Asie qu'en Afrique, bien que des cas de mangeurs d'hommes existent également en Afrique.

## Dans la culture

### Confusion avec d'autres félins
Le léopard peut être confondu avec le jaguar (Panthera onca). Ces deux félins ne partagent pas la même aire de répartition (le jaguar vit exclusivement en Amérique), mais peuvent être confondus dans des parcs zoologiques ou des cirques. La tête du léopard est plus petite et la queue plus longue ; l'allure générale est moins trapue que celle du jaguar. Le guépard (Acinonyx jubatus) est également confondu par le grand public avec le léopard. Plus grand que ce dernier, le guépard est également d'allure plus élancée ; la robe ne comporte pas de rosettes, seulement des points noirs pleins. La face du guépard, plus courte et ronde, est également marquée de larmiers caractéristiques, que le léopard n'a pas.
En raison de leur pelage plus clair, les léopards d'Asie centrale et d'Iran sont parfois confondus avec la Panthère des neiges (Panthera uncia).

Trois félins pouvant être confondus avec le léopard
Jaguar (Panthera onca).
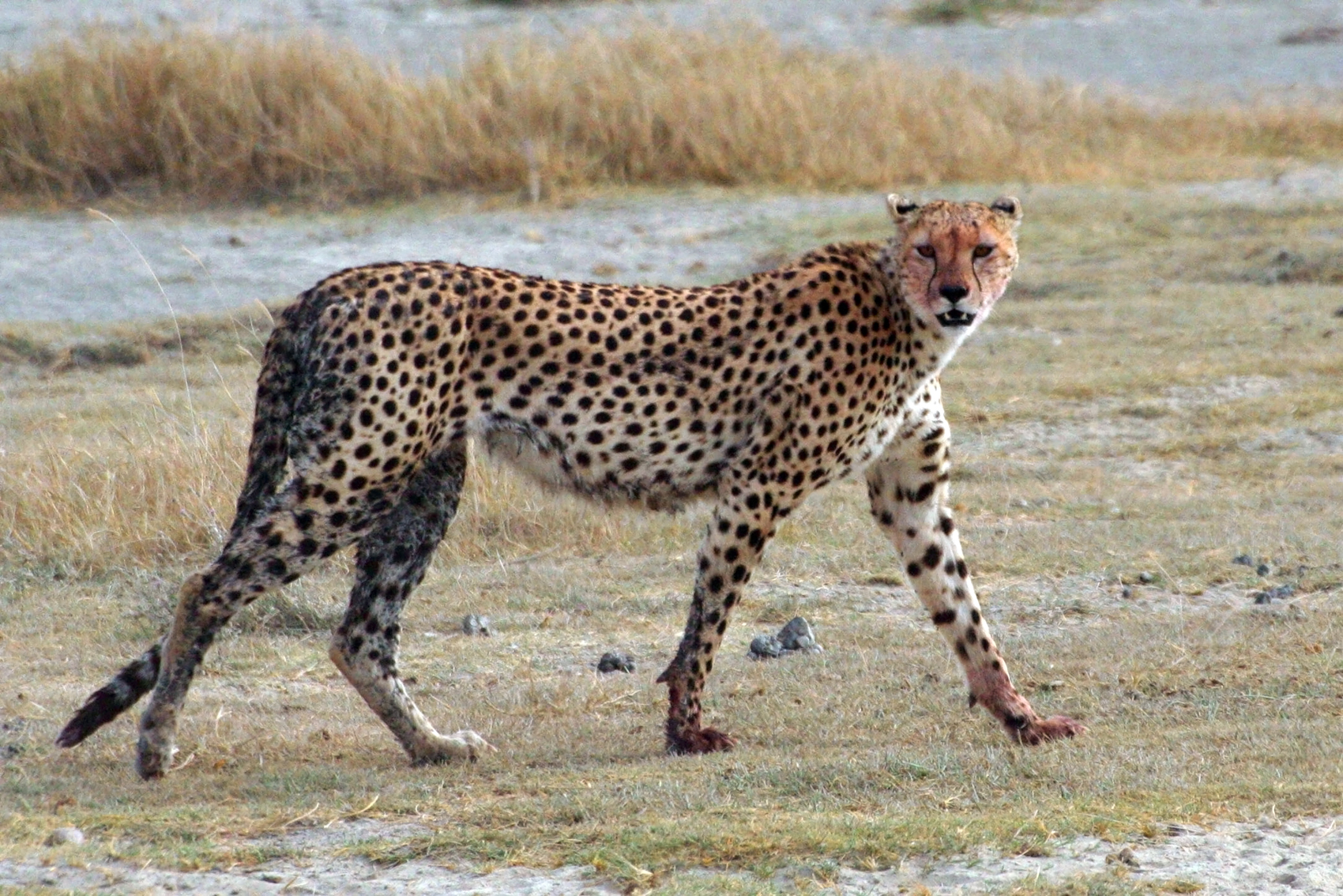
Guépard (Acinonyx jubatus).
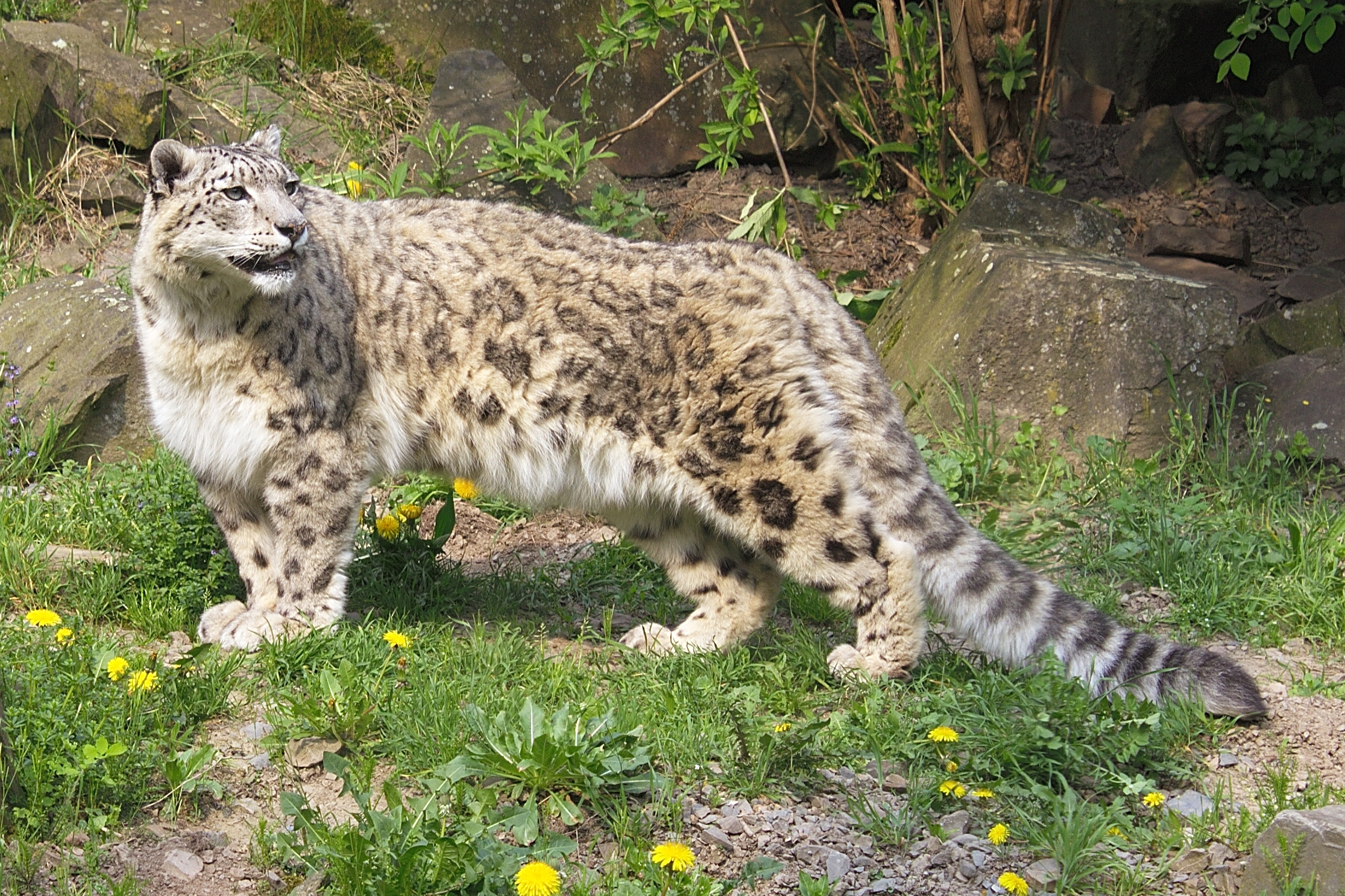
Panthère des neiges (Panthera uncia).

### Étymologie et sémantique
L'étymologie des termes « léopard » et « panthère » revêt une importance particulière parce qu'elle a servi de base aux descriptions des bestiaires médiévaux.
Le mot léopard descend du bas latin leopardus, lui-même composé du terme leo (lion) et pardus (panthère). Le mot évolue de leupart au XIIe siècle à leopart au XIIIe siècle. Aux XIIe et XIVe siècles, la forme liepart est également utilisée.
Mais Leopardus désigne un genre dont ne fait pas partie le Léopard (du genre Panthera) mais des félins d'Amérique du Sud (dont l'Ocelot).
Le mot « léopard » est utilisé par métonymie pour désigner la peau du léopard utilisée en pelleterie. Il désigne également l'Angleterre, du fait de la présence de léopards sur son blason. L'adjectif « léopardé », issu du mot « léopard », désigne une peau parsemée de taches, rappelant celle du Léopard ; le terme est cependant plus utilisé pour désigner le « lion léopardé », c'est-à-dire un lion passant, la tête de profil.
Le mot « panthère » vient du latin panthera, lui-même issu du grec ancien πάνθηρ / pánthêr, se composant de πᾶν / pân (« tout ») et θήρ / thếr (« animal sauvage »), qui désigne l'ensemble des bêtes sauvages. Une forme écrite « pantere » se trouve dans un bestiaire du XIIe siècle. Le terme « panthère » peut également désigner par analogie une courtisane, une amante, voire tout simplement une femme jalouse et violente. Une panthère représente parfois un anarchiste.
Par analogie d'aspect, de nombreux animaux ou plantes portent des noms contenant le terme « léopard » ou « panthère » : Requin-léopard, Amanite panthère, Panthère des neiges, etc.

### Représentations
Une peinture rupestre d'un léopard a été découverte en 1993 et datée d'il y a 31 000 ans dans une grotte ardéchoise. Le Léopard est présent sur des mosaïques romaines. Le léopard est l'un des attributs de Dionysos (Bacchus dans sa version latine), il est représenté à de multiples reprises comme sa monture ou tirant son char lors des triomphes du Dieu,. Philostrate l'Ancien (IIIe siècle) déclare que Bacchus aime le Léopard car c'est un animal excité, bondissant comme une bacchante. Ainsi, le Léopard figure dans de nombreuses sculptures, peintures, mosaïques en compagnie de Bacchus, comme dans le temple de Liber Pater en Libye, ou encore dans Ariane et Bacchus de Titien.
Au XVIIIe siècle, le peintre travaille sur une exactitude anatomique, notamment en s'exerçant à la représentation de sujets réels détenus dans les zoos. Au XIXe siècle, les léopards figurent parmi les sujets favoris des peintres, tel le couple de léopards de Jacques-Laurent Agasse.
Le peintre japonais Kawanabe Kyōsai dépeint un léopard au XIXe siècle et titre « Tigre sauvage jusqu'à présent inconnu ».

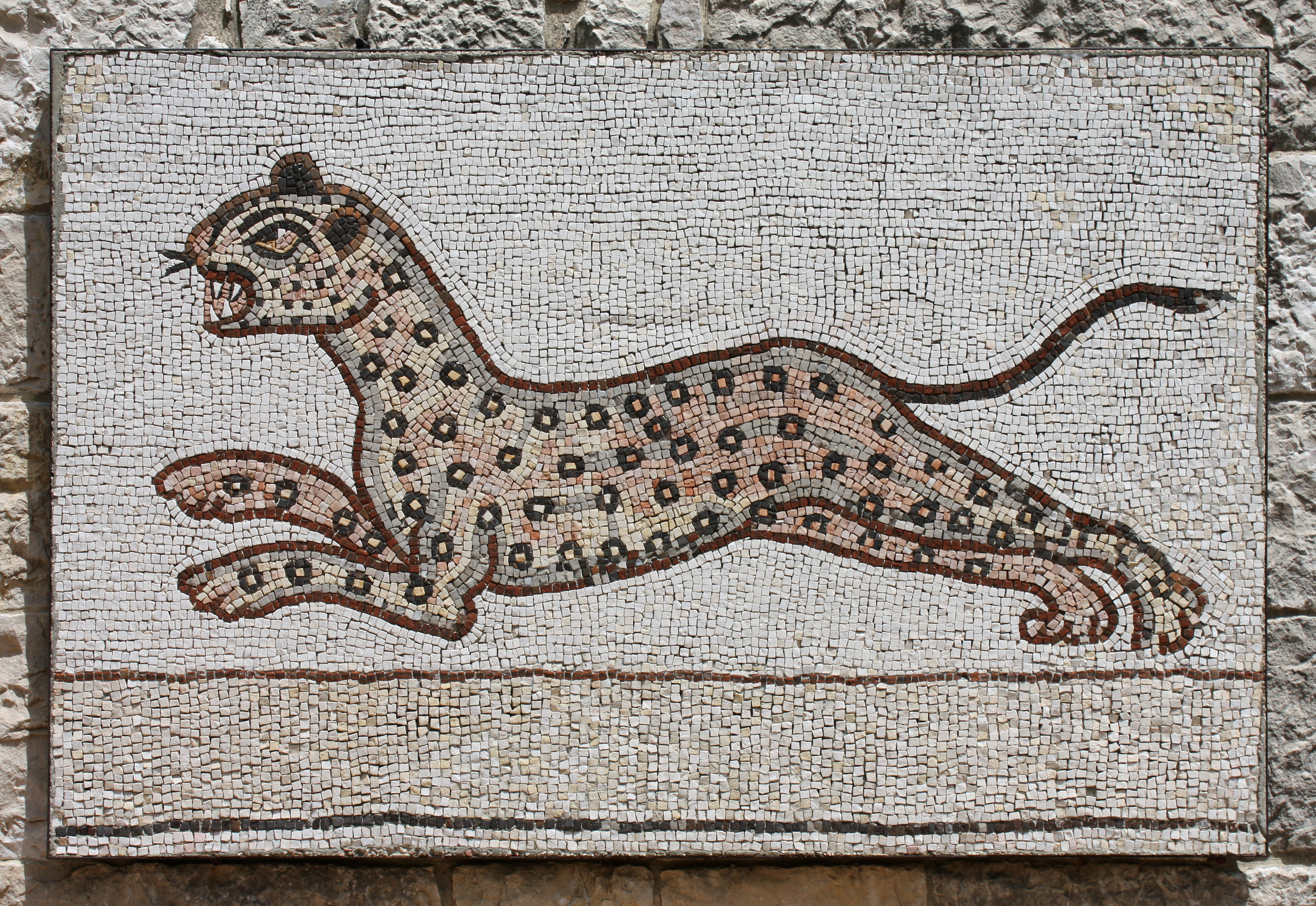
Mosaïque romaine représentant un léopard dans le palais de Beiteddine (Liban).
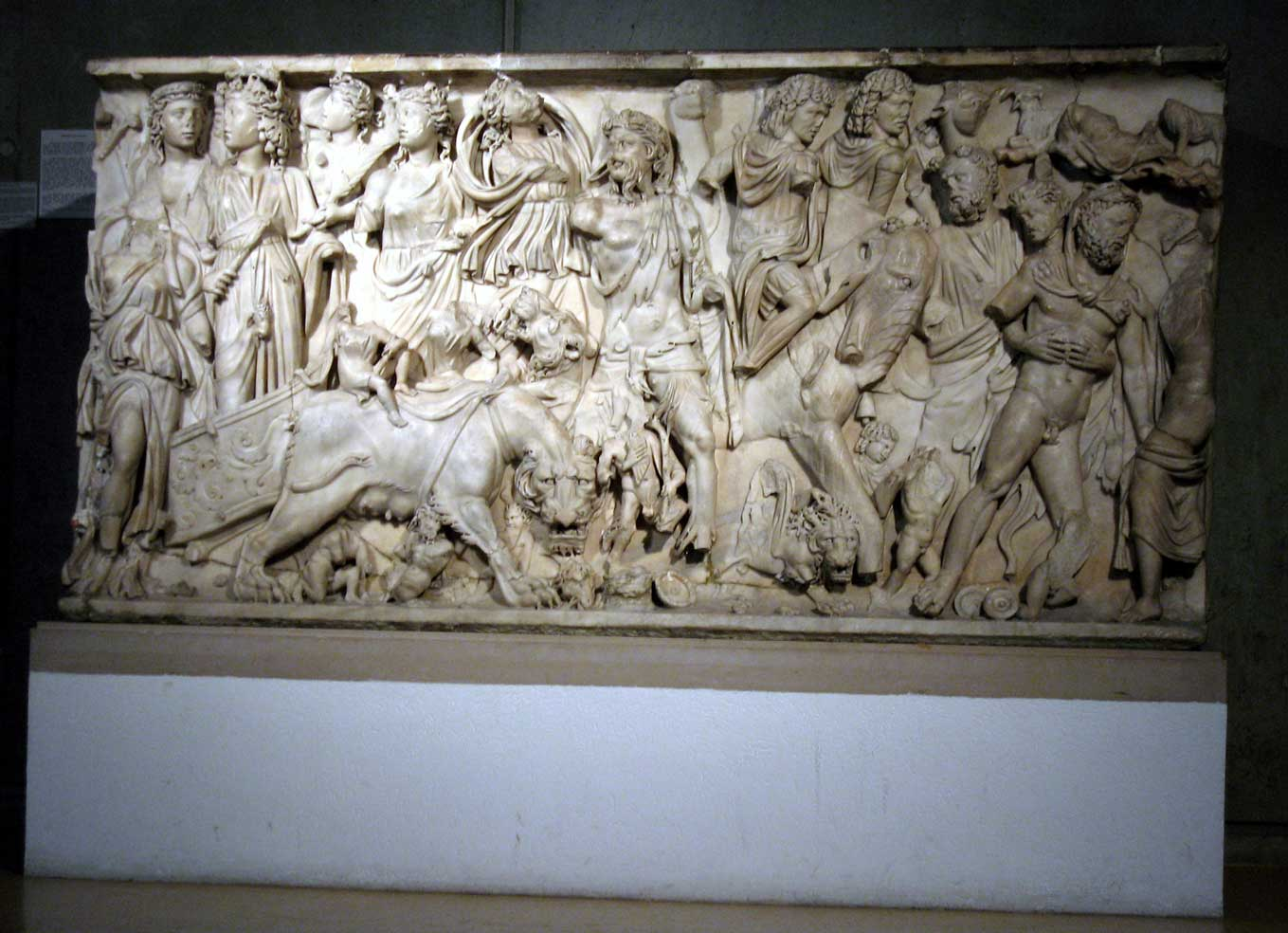
Sarcophage du triomphe de Bacchus (Empire romain).
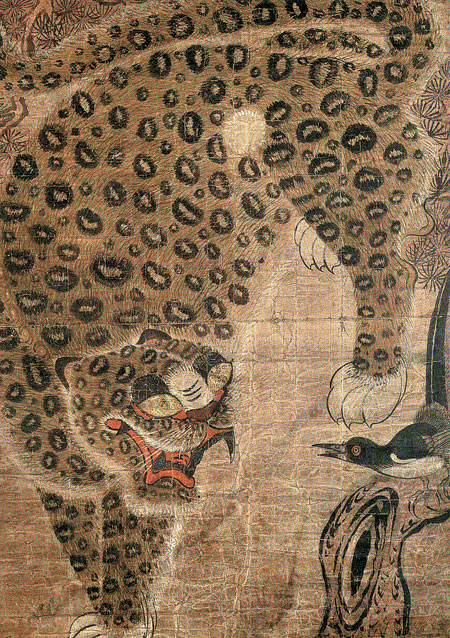
peinture de la période Joseon (Corée).
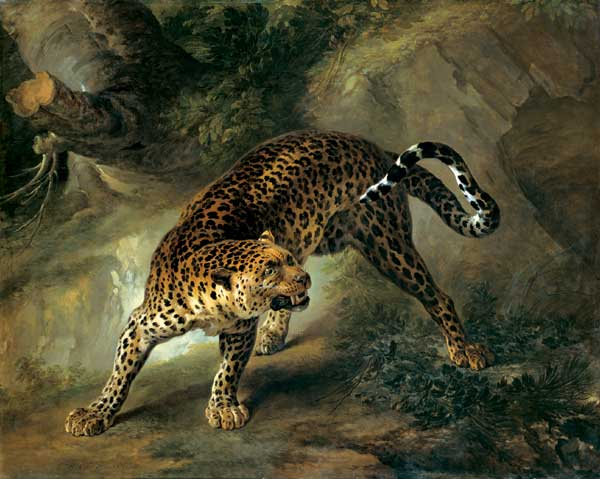
Léopard, Jean-Baptiste Oudry (1741).
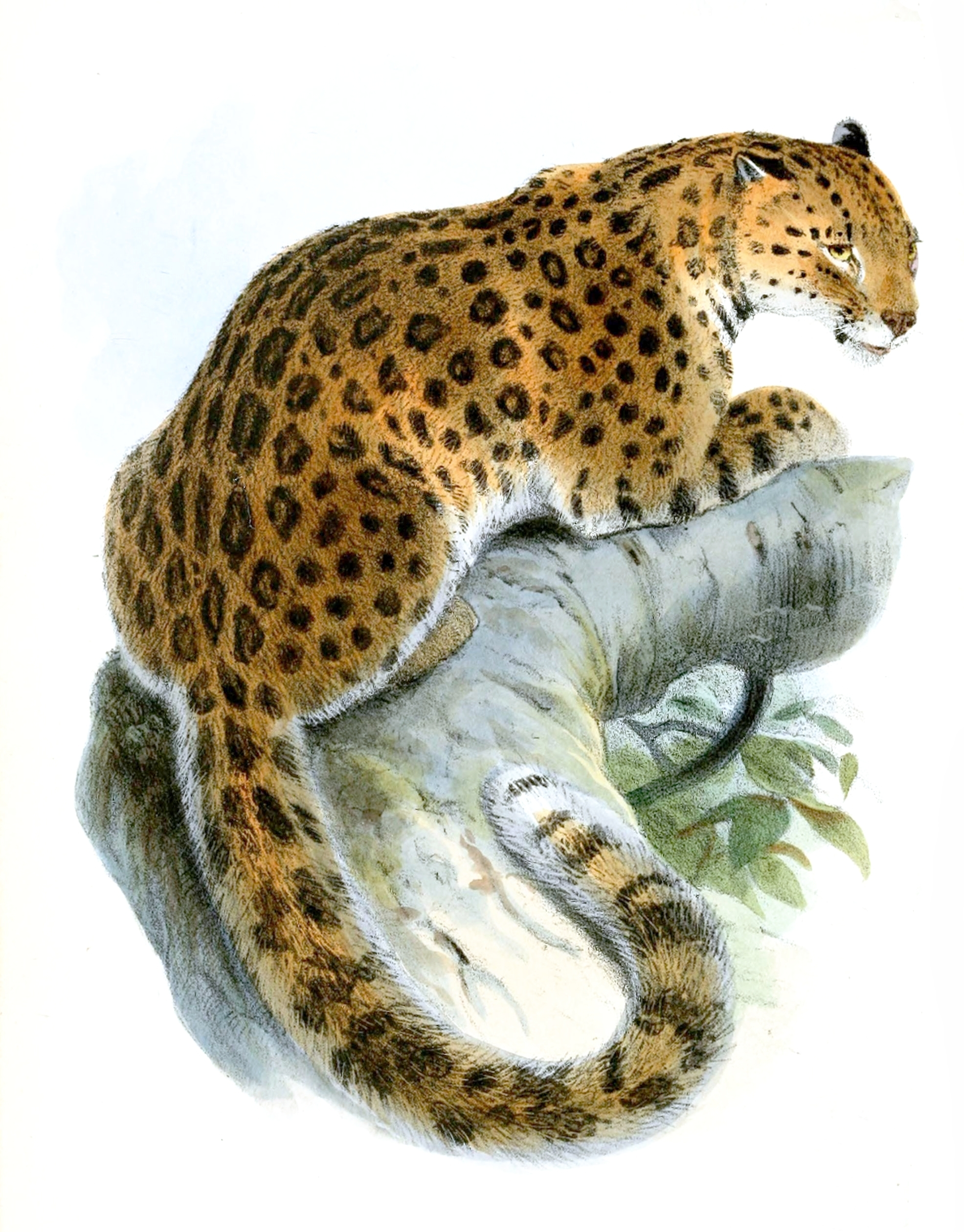
Illustration zoologique de la Zoological Society of London (1862).

### Cultures africaines

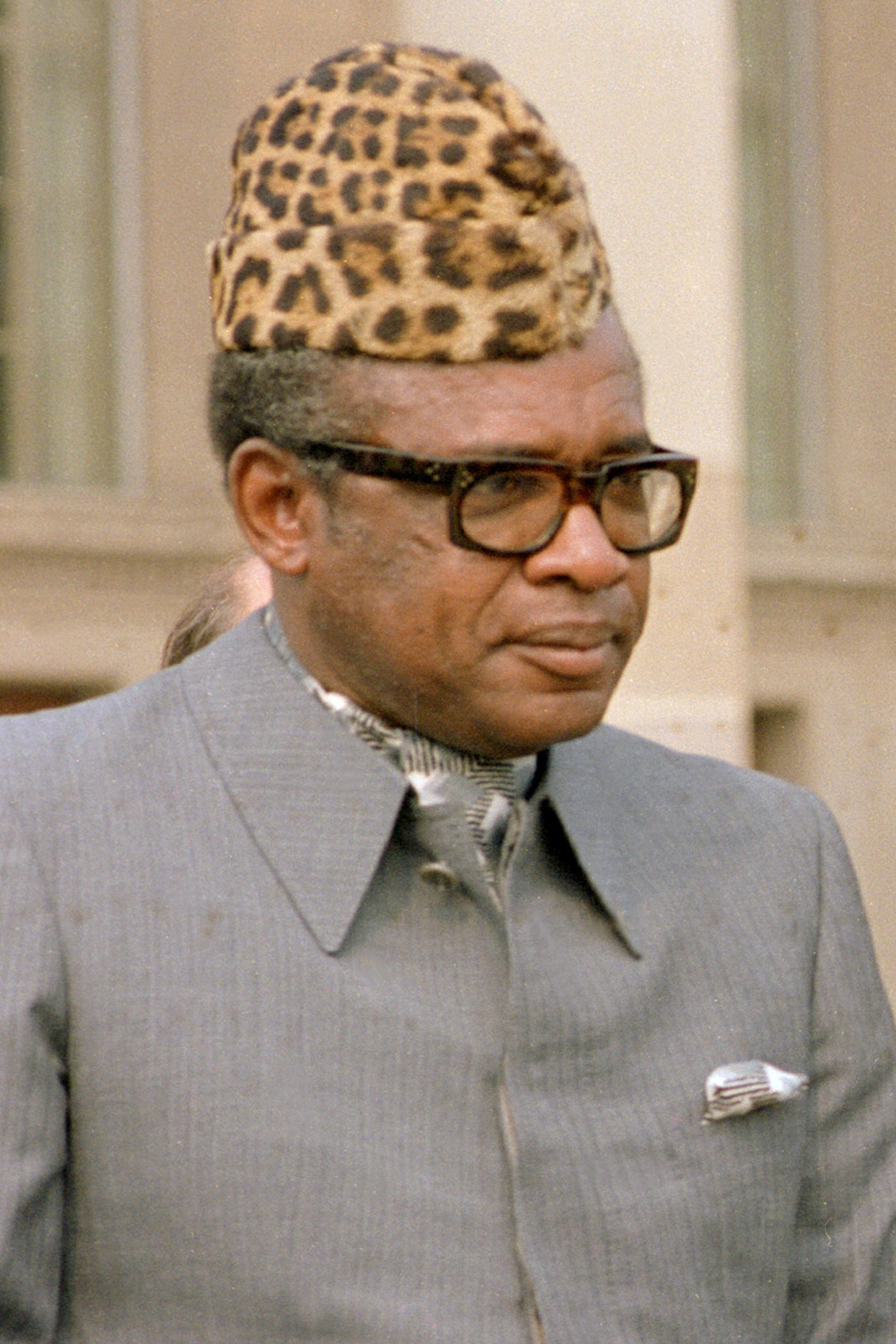
Mobutu, le léopard de Kinshasa.

En Afrique, certains dirigeants portent des coiffes ou des capes en fourrure de léopard, ou parent leur trône d'une peau de léopard. En raison de sa discrétion, le léopard est une figure rusée dans les légendes africaines : il a la réputation d'effacer ses traces de pas avec sa queue lorsqu'il avance. Dans le royaume de Dahomey, le souverain était nommé « le léopard » et portait des peaux de léopards. Le commerce de ces peaux était très actif. D'autres chefs de tribus gardaient des léopards captifs auprès d'eux et pouvaient en apprivoiser pour les garder auprès d'eux lors des séances publiques.
Chez les Bantous et particulièrement en République démocratique du Congo, le léopard était considéré comme un animal rusé, puissant et résistant. C'est la raison pour laquelle le président Mobutu Sese Seko portait la toque et certains attributs de léopard qui le rendaient puissant aux yeux de la population. Mobutu Sese Seko était d'ailleurs surnommé « Le léopard de Kinshasa ». Un léopard fait maintenant partie des armoiries du pays.
Le léopard est considéré comme le roi des animaux par certaines cultures africaines. Comme le lion, il est parfois ridiculisé dans les légendes par des animaux plus faibles, comme la tortue, le lièvre ou la gazelle.
Le léopard est considéré comme le grand félin le plus sauvage dans les cultures africaines et a la réputation d'être mangeur d'hommes. La légende des hommes-léopards est similaire à celles des loups-garous : un homme prend l'apparence d'un léopard par magie pour tuer des hommes. La secte des hommes-léopards Aniota est une société secrète africaine dont les membres portaient des vêtements et des armes en léopard.

### Héraldique
Le léopard est en héraldique un symbole de pouvoir et d'autorité. Le léopard est un lion passant : le corps est de profil sur ses quatre pattes au visage de face, la queue est retournée sur le dos et le panache pointe l'extérieur du blason. Un léopard lionné est un léopard rampant, c'est-à-dire dressé sur ses pattes arrière, le visage de face. Un autre meuble héraldique est la tête de léopard, qui est une tête de lion de face. En France, le léopard est porté sur les armoiries des guerriers ayant remporté des victoires sur l'Angleterre, dont le léopard est le symbole.
La panthère héraldique est par contre très différente de l'originale : c'est un animal fabuleux composé d’une tête de taureau ou de cheval, d'un corps de lion avec des pattes avant de l’aigle. Elle crache des flammes par sa gueule. Elle ne se trouve que dans les armoiries autrichiennes.
| Figure | Blasonnement et commentaires                                                                                        |
| ------ | --- |
|        | Armoiries de l'Angleterre De gueules aux trois léopards d'or, armés, lampassés d'azur.                              |
|        | Armoiries de Normandie De gueules à deux léopards d'or.                                                             |
|        | Armoiries de Styrie De sinople à une panthère d’argent, armée et accornée de gueules, crachant des flammes du même. |

### Le léopard dans les bestiaires
Dans les bestiaires antiques et médiévaux, trois animaux fabuleux, considérés comme « réels », peuvent être reliés au léopard réel : le pard, la panthère et le léopard. L'étymologie des termes « léopard » et « panthère » a servi de base à ces descriptions.

#### La panthère, un animal divin

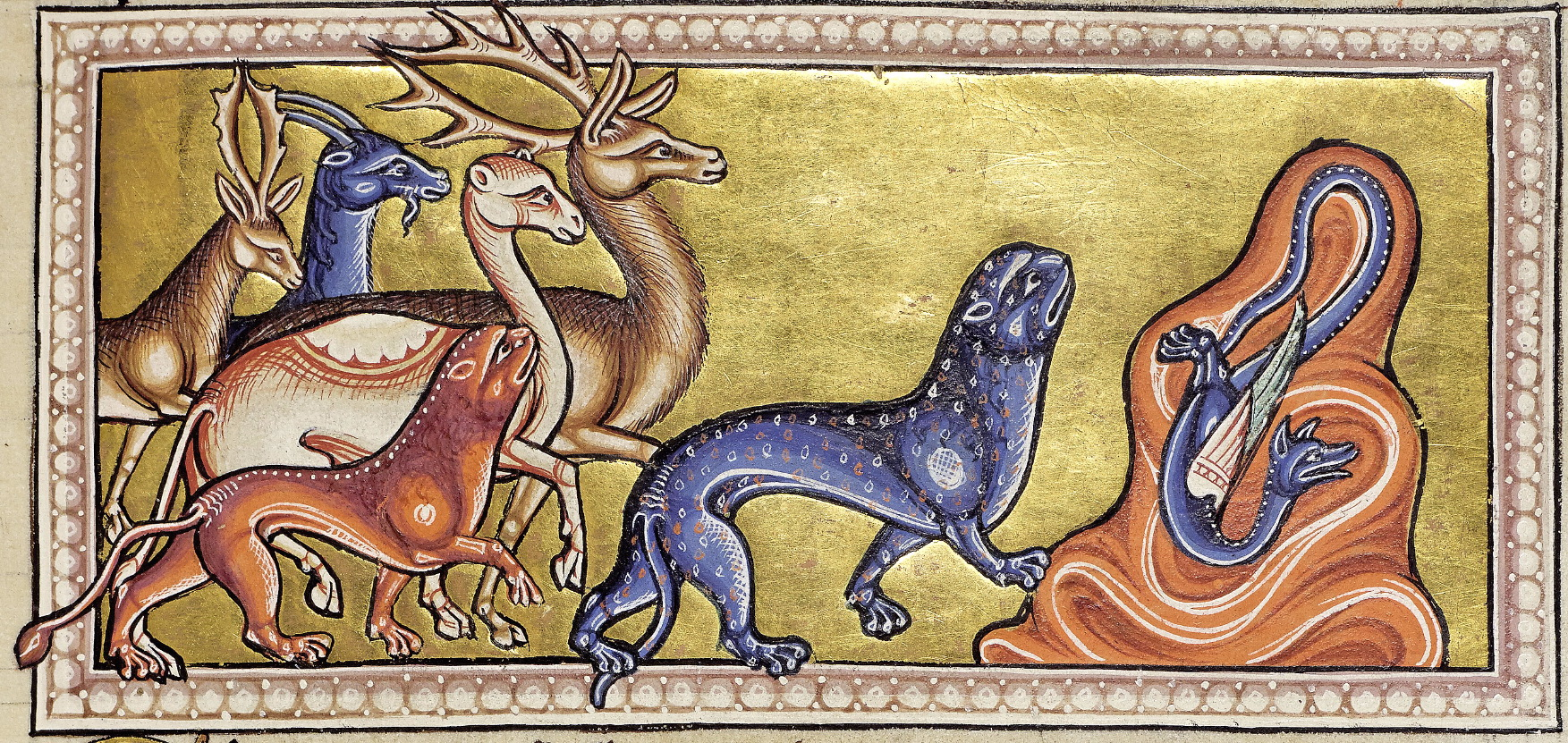
Une panthère (ici, de couleur bleue) attire tous les animaux et terrifie un dragon qui se cache dans un trou. Image tirée du bestiaire d'Aberdeen (XIIe siècle).

Le terme « panthère », du grec pan (« tout ») et thérion (« animal sauvage »), désigne l'ensemble des bêtes sauvages. Dans les bestiaires, la panthère est une bête au pelage multicolore, tacheté de cercles blancs ou noirs ressemblant à des yeux. Après un festin, la panthère dort pendant trois jours dans sa caverne. À son réveil, elle pousse un lourd rugissement dont l'haleine parfumée attire tous les animaux, sauf le dragon terrifié qui se cache dans un trou dans le sol. La panthère a un visage terrifiant et pour attraper ses proies, il lui suffit de se couvrir le visage et de laisser son haleine attirer les autres animaux. La panthère se trouve en Afrique et en Syrie ; la femelle ne peut mettre bas qu'une seule fois, car lors de son premier accouchement, son petit déchire son utérus de ses griffes.
Les descriptions de la panthère sont reprises de l'Antiquité jusqu'au début de la Renaissance par des auteurs comme Pline l'Ancien (Ier siècle), Isidore de Séville (VIIe siècle), Philippe de Thaon (XIIe siècle) ou Barthélémy l'Anglais (XIIIe siècle). Les illustrations des bestiaires médiévaux sont très similaires : la panthère est montrée entourée par de multiples animaux, sa bouche est le plus souvent ouverte. Un dragon est très souvent représenté sur la même enluminure, en train de se cacher dans le sol. Les dessinateurs ne savaient pas toujours à quoi ressemblait une panthère, et des cas de panthères en forme de singe ou de cheval sont relevés.
L'haleine fabuleuse est comparée à la parole divine par les Chrétiens, elle personnifie Jésus-Christ qui ôte son pouvoir au dragon et attire l'humanité jusqu'à lui, trois jours après sa crucifixion. Les nombreuses taches sur son pelage représentent les vertus de Dieu.

#### Le léopard et le pard
Selon les bestiaires, le pard est une bête tachetée, très rapide, qui tue ses proies en un seul bond. Isidore de Séville ajoute que le pard aime le sang.
Le léopard serait le fruit du croisement adultère entre une lionne (leo en latin) et un pard. Selon Barthélemy l'Anglais, le léopard abandonne sa proie s'il n'arrive pas à la capturer en moins de trois bonds, l'animal ne court jamais et se contente de bondir sur ses proies. La grotte du léopard a deux ouvertures, l'une pour entrer, l'autre pour sortir ; le centre de la grotte est très étroit. La forme de sa tanière lui permet de s'attaquer au plus noble des animaux, le lion : lorsque ce dernier poursuit un léopard, il peut entrer dans la tanière mais reste coincé au centre. Le léopard peut alors sortir par la deuxième ouverture et attaquer le lion par derrière.

#### Conséquences
Les descriptions de l'Antiquité ont servi de base à l'ensemble des travaux des biologistes pendant des siècles. Le léopard est dépeint comme détestant les hommes, les coqs et les serpents jusqu'à détruire leur effigie. Ils sont terrorisés par les hyènes, Pline l'Ancien raconte même qu'une peau de léopard assemblée à celle d'une hyène perd ses poils. Ainsi, au XVIe siècle, on pense que le léopard, cruel et vicieux, manifeste un ardent désir de tuer ses proies et de leur sucer le sang. Vivant en groupe, ils s'enivrent de vin et s’entre-dévorent. S'ils mangent des plantes vénéneuses, ils utilisent des excréments humains comme antipoison. Des descriptions similaires sont réalisées par Conrad Gessner (XVIe siècle), qui s’appuie sur un ouvrage du IIIe siècle pour décrire la technique de chasse du léopard sur les singes : il fait le mort en stoppant sa respiration, attend que tous les singes descendent des arbres puis les tue tous. De même, selon Gessner, le léopard met rarement bas, et toujours dans de grandes souffrances et un seul petit à la fois. Le léopard symbolise la femme rusée et méchante, proche de sa progéniture.

### Publicité

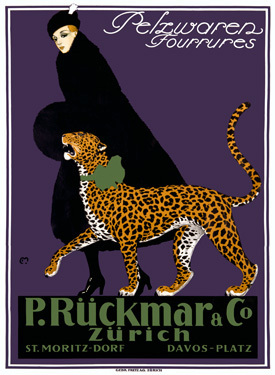
Publicité Ernest Montaut pour des fourrures.

Le léopard est présent dans les publicités. Clive le léopard est choisi par Schweppes comme une figure jeune, décalée et branchée pour promouvoir ses boissons sans alcool.
La panthère noire de Dulux Valentine est depuis 1985 la représentante de la marque pour son image d'élégance et de raffinement. Le félin rappelle le chat domestique au consommateur tout en le faisant rêver par son côté sauvage. La première publicité le met en scène avec un peintre, prêt à bondir si la moindre goutte de peinture tombe sur le sol. Plus tard, des publicités plus décalées colorent la panthère de couleurs pastels. La panthère noire est également choisie comme logo et marque publicitaire de l'équipementier Airness.

### Littérature
En 1830, Honoré de Balzac écrit une nouvelle, Une passion dans le désert, racontant l'amitié, pendant la campagne d'Égypte, entre un soldat et une panthère.
En 1884, Rudyard Kipling donne naissance à Bagheera, la panthère noire protectrice et éducatrice de Mowgli. Bagheera est présente dans les adaptations cinématographiques ou télévisées du Livre de la jungle. L'une de ses Histoires comme ça (publiées en 1902), à savoir Le léopard et ses taches, a aussi un léopard parmi ses personnages principaux.
Panthère noire (« Black Panther » en version originale) est un super-héros évoluant dans l'univers Marvel de la maison d'édition Marvel Comics. Ses pouvoirs sont des sens affûtés comme ceux des félins, une agilité et une force élevées, et un costume doté de griffes rétractiles. Le comic a été adapté sur différents supports.

### Cinéma et télévision
Le léopard apparaît dans plusieurs films, téléfilms et dessins animés en tant que simple figurant ou acteur principal avec des personnages comme l'homme-léopard dans L'Île du docteur Moreau (1933), Cat Girl en 1957 qui conte l'histoire d'une femme transformée en panthère ou encore le léopard « Bébé » dans la comédie L'Impossible Monsieur Bébé (1938). Dans le dessin animé Tarzan de Disney, Sabor le Léopard est l'ennemi principal, tandis que Pantéro est le mécanicien des Cosmocats. En 1942, Jacques Tourneur réalise La Féline (Cat People), où Irena Dubrovna (Simone Simon) se transforme en panthère sous l'effet de la colère et/ou de la jalousie.
La Panthère rose est un personnage de dessin animé créé en 1963 pour le film homonyme de Blake Edwards. Il vivra par la suite de nombreuses aventures au cours de plus de 120 épisodes produits jusque dans les années 1980. La panthère étant muette, le dessin animé est rythmé par la célèbre musique de Henry Mancini.
Demoiselle Lapine et le grand méchant Léopard est une série manga japonaise.

### Arts martiaux
L'art martial du léopard symbolise agilité, caractère sauvage, puissance. La force se concentre en un seul point, et la combativité de l'adversaire est cassée par l'attaque déterminée.

## Annexes

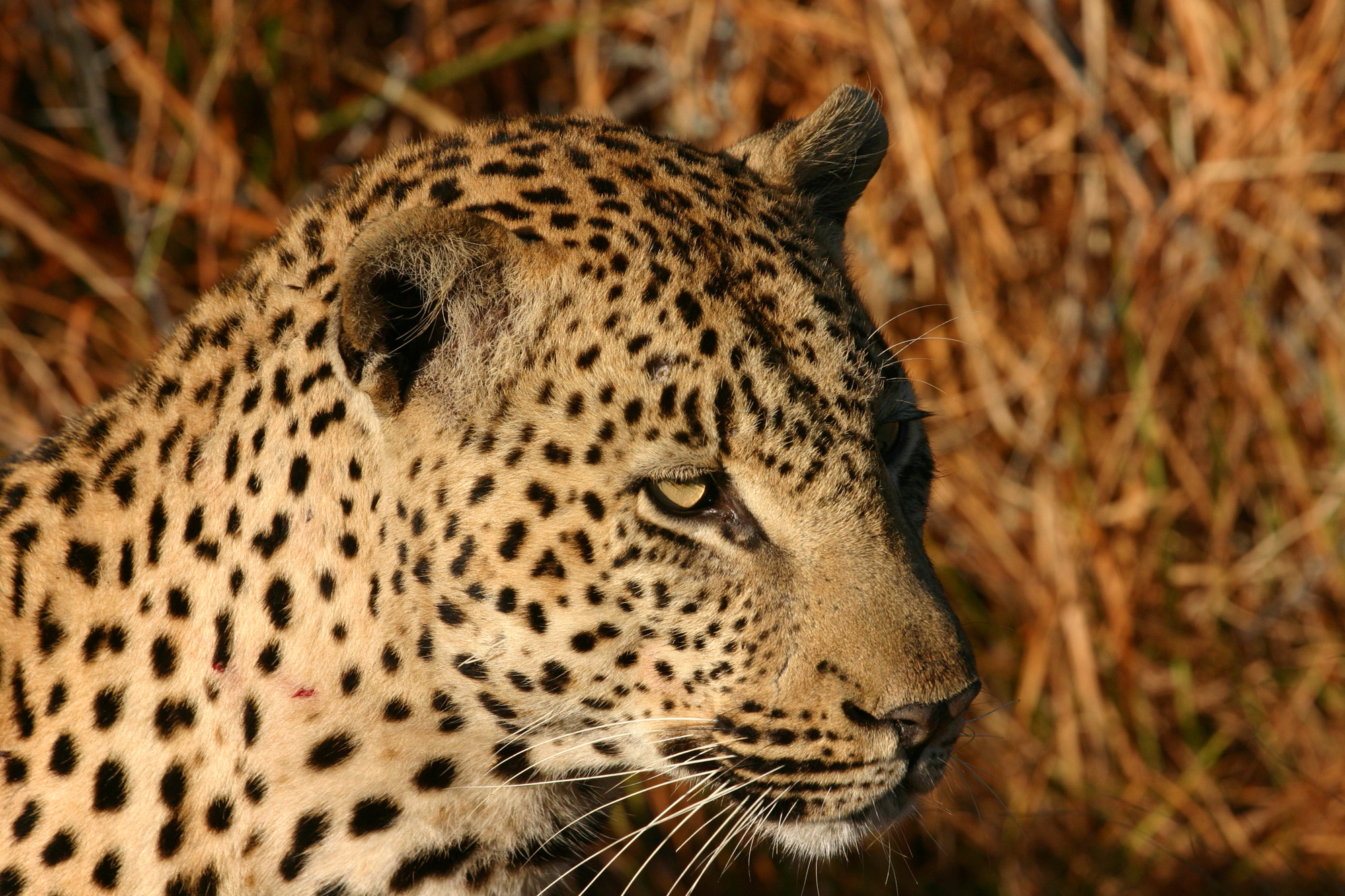
Portrait d'un léopard, parc national Kruger, Afrique du Sud.